# 折り畳み翼

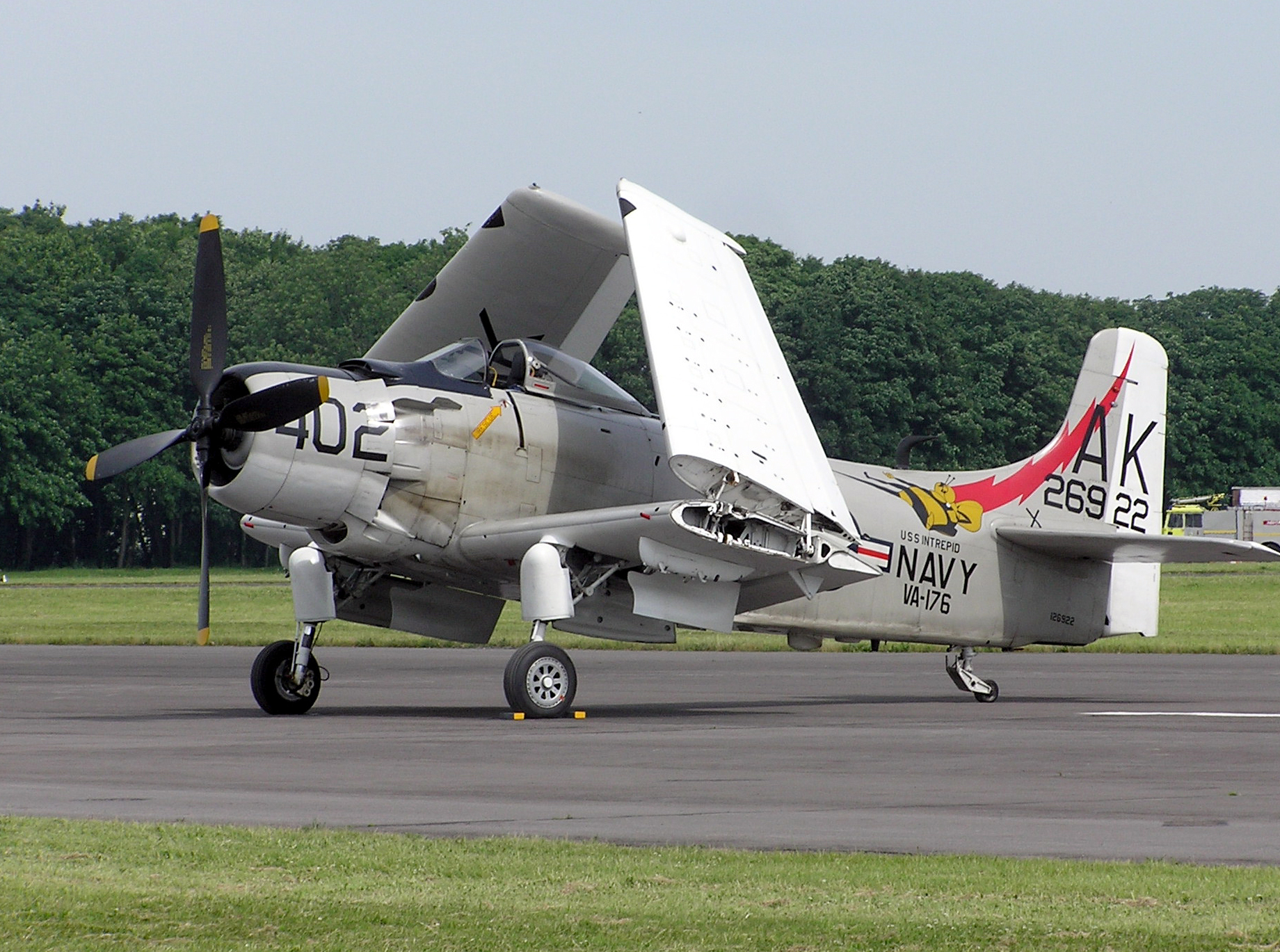
ダグラス A-1 スカイレーダー

折り畳み翼（おりたたみよく、folding wing）は、航空機の、駐機時に折り畳める翼。
駐機時の占有空間を減らすことができ、特に飛行甲板の面積が限られている航空母艦で運用される海軍の艦載機で広く採用されている。

## 概要

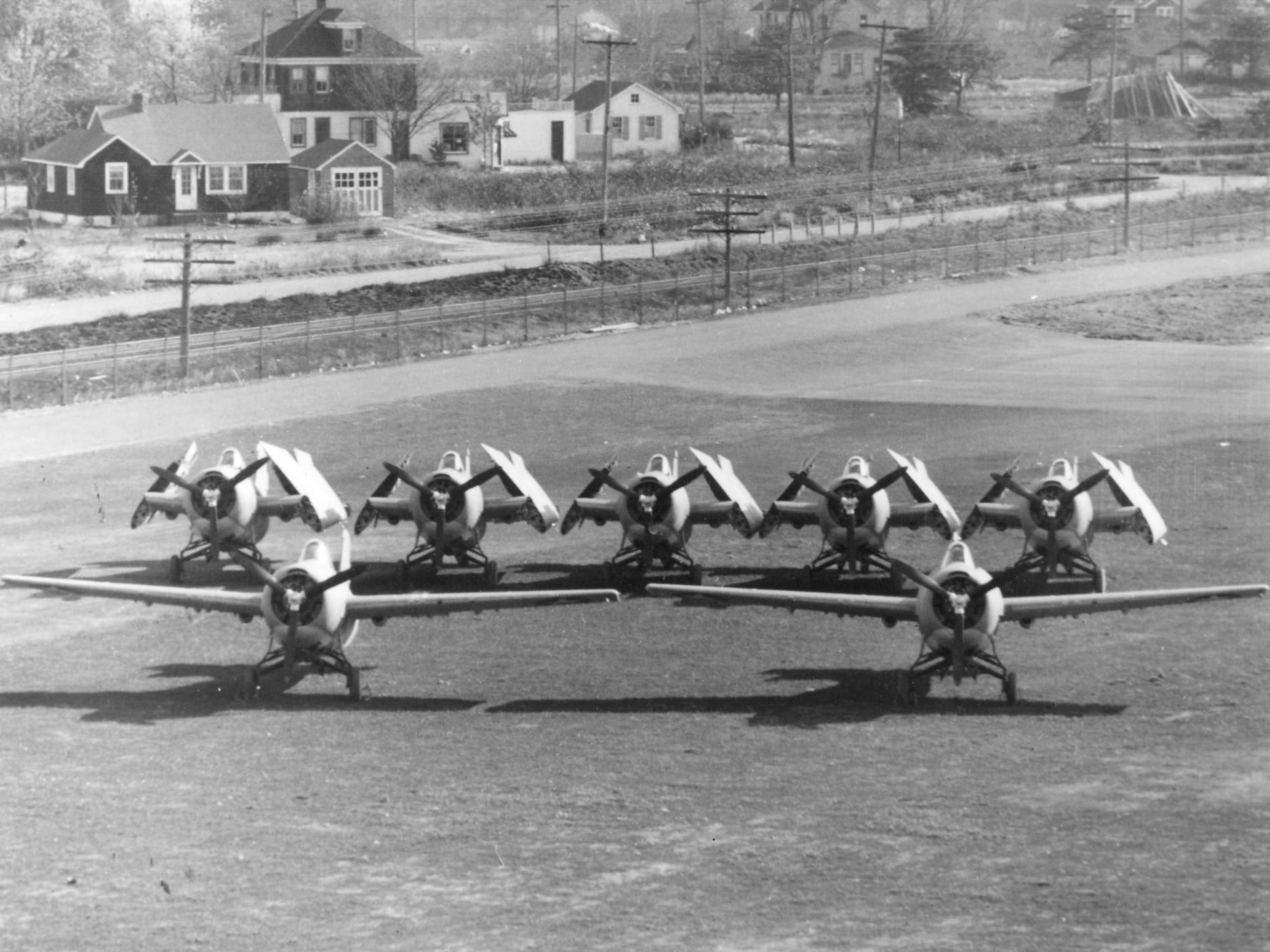
グラマン F4Fの主翼を展張時と折り畳み時における同一平面占有面積で駐機した状態の比較

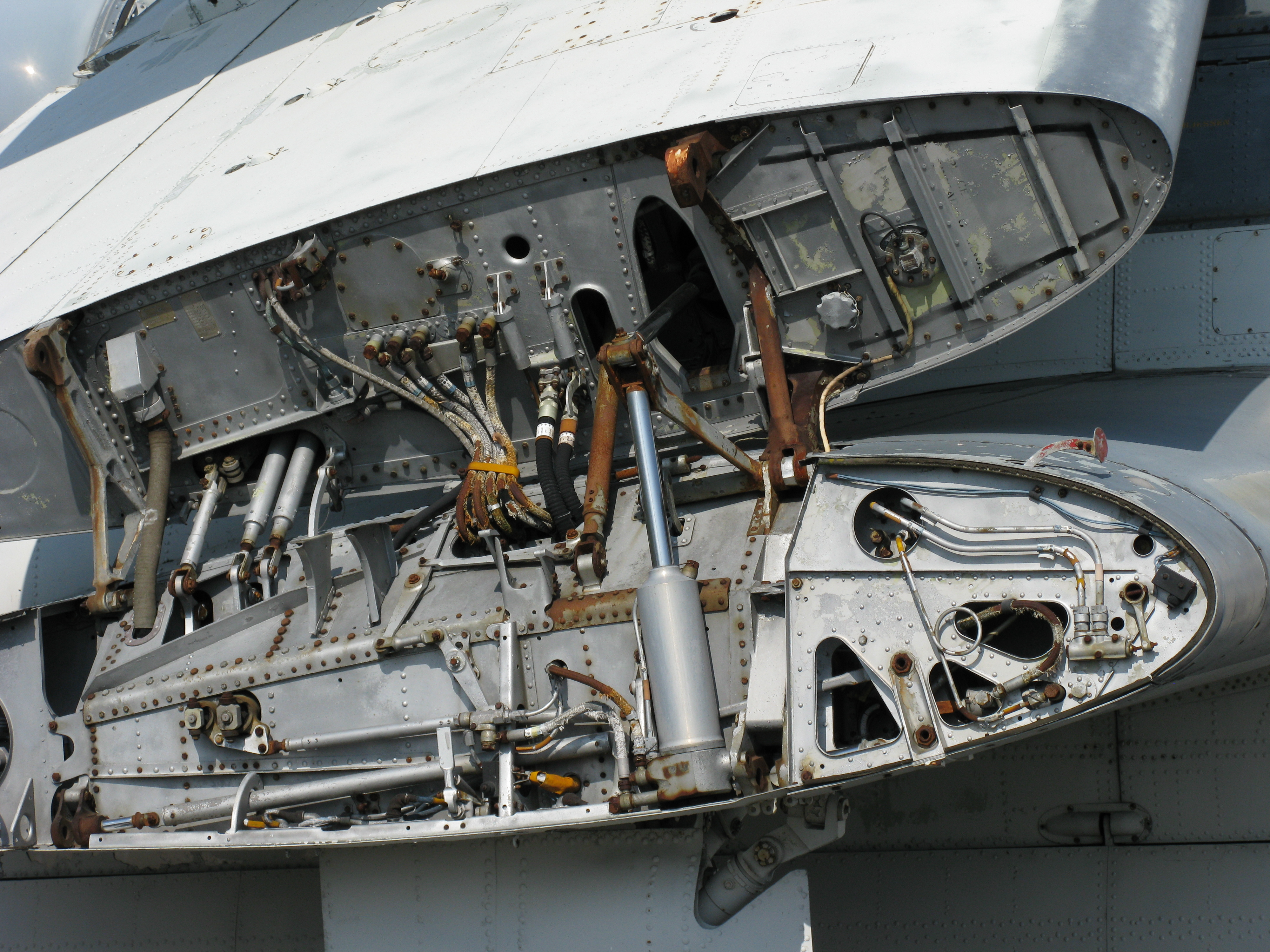
フェアリー ガネットの折り畳み機構

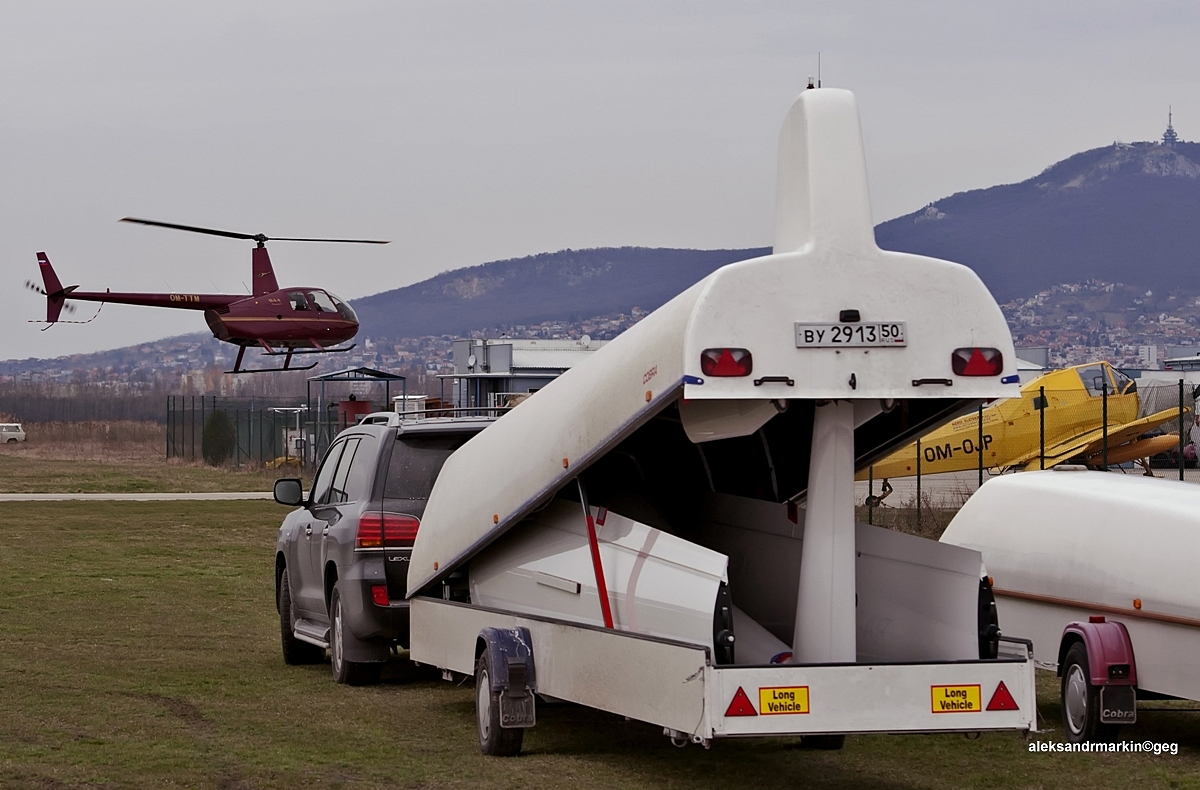
グライダーの主翼と胴体を分離し格納トレーラーに収めた状態

折り畳み翼機構は、折り畳まれた主翼が通常は胴体の上側に跳ね上げられることにより機体が占有する床面積を減少させることで限られた大きさの格納庫内で航空機が占める空間を少ないものとしている。航空母艦内のハンガーデッキでは垂直方向の空間にも制限があり、これに収容するためにスーパーマリン シーファイアやフェアリー ガネットといった機体では更にヒンジを設けて翼端部を下方へ折り畳む方式を採り、その一方でロッキード S-3 ヴァイキングの様に垂直尾翼に折り畳み機構を持つ機体もある。
世界初の飛行機製造業者であるショート・ブラザーズ社は、艦載機（ショート フォールダー）用に折り畳み翼機構を開発して特許をとり、この特許は1913年に認められた。この機の主翼はヒンジによって胴体に沿うように水平方向に折り畳まれ、通常は胴体後部から張り出さないようにラッチで固定された。
1930年代の後半に単葉機が複葉機に取って代わると実質的に艦上任務の固定翼機の全てが折り畳み翼を装備するようになった。例外として知られているのはダグラス SBD ドーントレス、ブリュースター F2A バッファローやダグラス A4D/A-4 スカイホーク（全ての海軍型）、BAe シーハリアーといった機体で、これらは全て比較的小型に設計されていた。
折り畳みではなく主翼を回転させる機構を採用した機種も登場している。
折り畳み翼は固定翼と比べて重量が嵩むことや電気系統、燃料系統、空力形状、構造システムといったものが複雑になるという難点がある。作業の手間を省くため油圧機構で自動化した機種もあるが、これらは飛行中にはデッドウェイトとなる。
海軍が使用する多くのヘリコプターは艦上での収容空間を減らすためにローターブレードを胴体上に沿って折り畳める機構を持っている。テールブームを折りたたむことで全長を減らす機種も登場している。
陸上機として設計された機体では希であるが、整備ハンガー内に収容するには全高や翼幅が大きすぎる機体に採用されている。ボーイング B-50 スーパーフォートレス、ボーイング377といった大型機ではハンガー内に収容できるように全高を低めるために垂直尾翼が折り畳めるようになっていた。ボーイング777双発ワイドボディ機では制限のある空港向けに翼端の折り畳み機構を持つ型が提案され、ドバイ航空ショーで発表されると中東の航空会社3社が発注し、ボーイング社とエアバス社からの約600機の購入予定を表明した。新しい777Xは、アブ・ダビを拠点とするエティハド航空、ドバイを拠点とするエミレーツ航空とカタール航空からのみで発表時の注文と購入予定が224機というワイドボディ機としては新記録となる注文数となった。777Xに採用された折り畳み機構は、初期の777で計画よりも短く、90度跳ね上げる構造となり、飛行中には翼幅が7 m長くなるが、777-300型と同サイズの空港ゲートに適応できる。サーブ 37 ビゲンは狭い秘匿ハンガーに格納するために垂直尾翼の折り畳む機構を搭載している。
主翼を取り外す構造であれば可動機構が不用となり重量や強度の面で有利であるが、加重に耐える接続部の構造補強や取り外し作業にかかる時間が無視できないため、牛舎や倉庫のような場所への隠蔽を考慮したサーブ 35 ドラケンが一部を外しやすくした以外に採用例は無い。グライダーでは主翼が長く取り回しにくいことや軽量で機体への負荷が少ないため、主翼をピンで固定し陸送や格納時に外す構造が一般的である。
可変翼は飛行中に翼平面形を変化させるために稼働機構を有しているが、艦載機ではスペースを節約するために格納時に後退角を強くすることが出来る。

## ギャラリー

### 水平折り畳み式

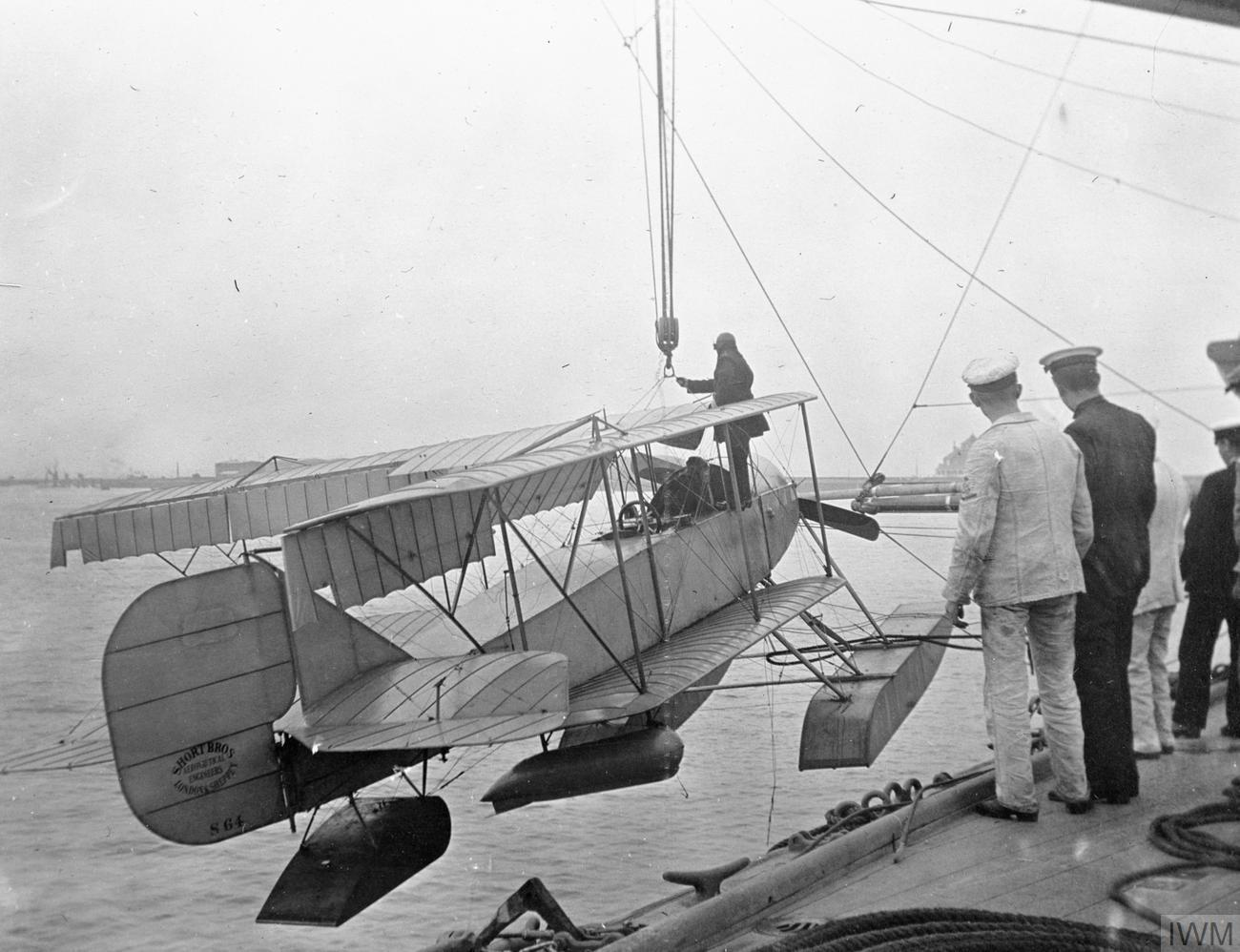
巡洋艦HMS ヘルメス艦上に吊り上げられるショート フォールダー S.64
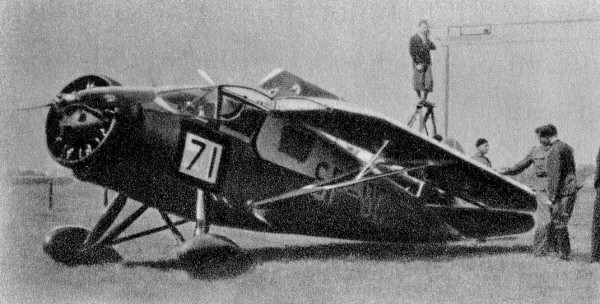
RWD-9
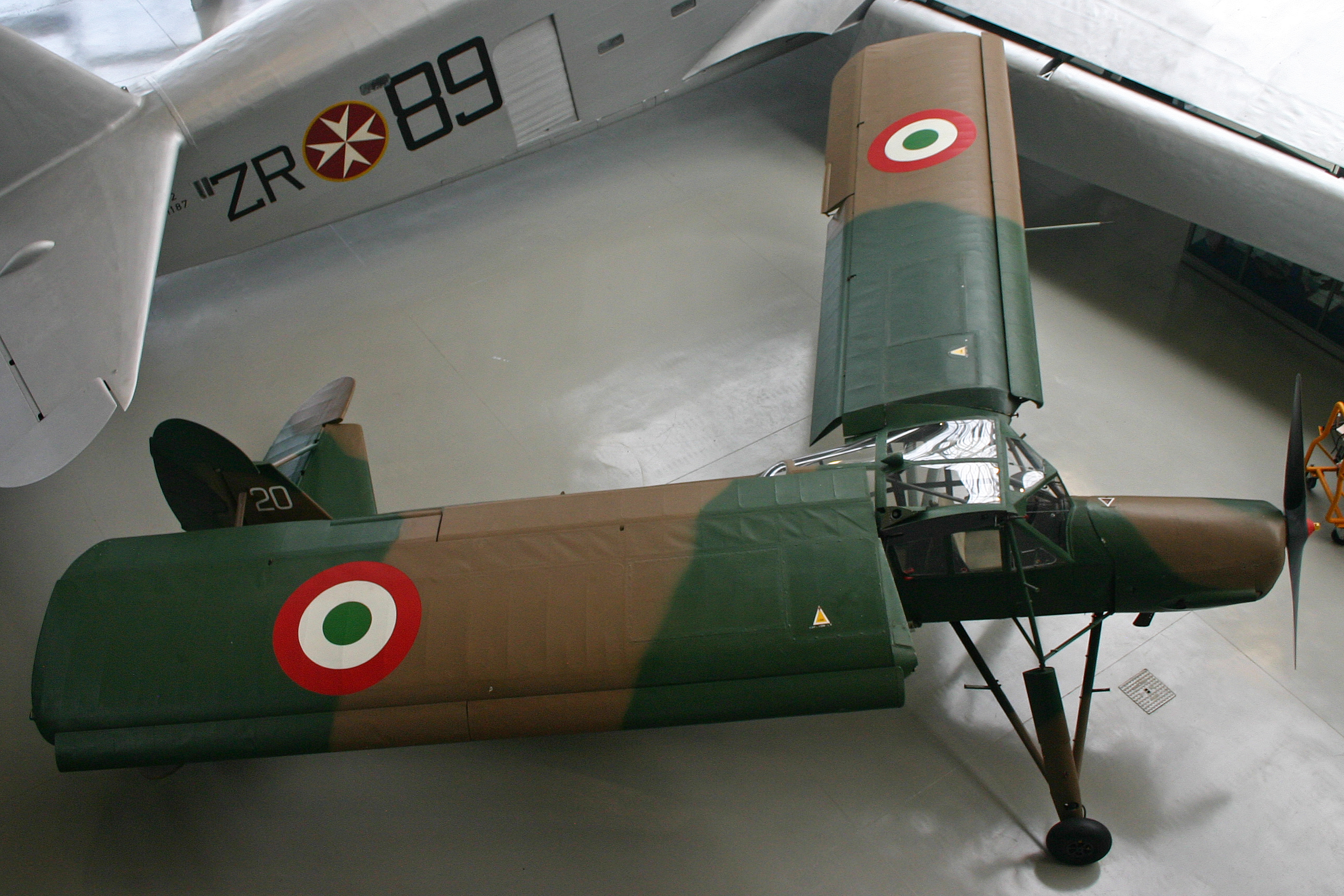
フィーゼラー Fi 156 シュトルヒ
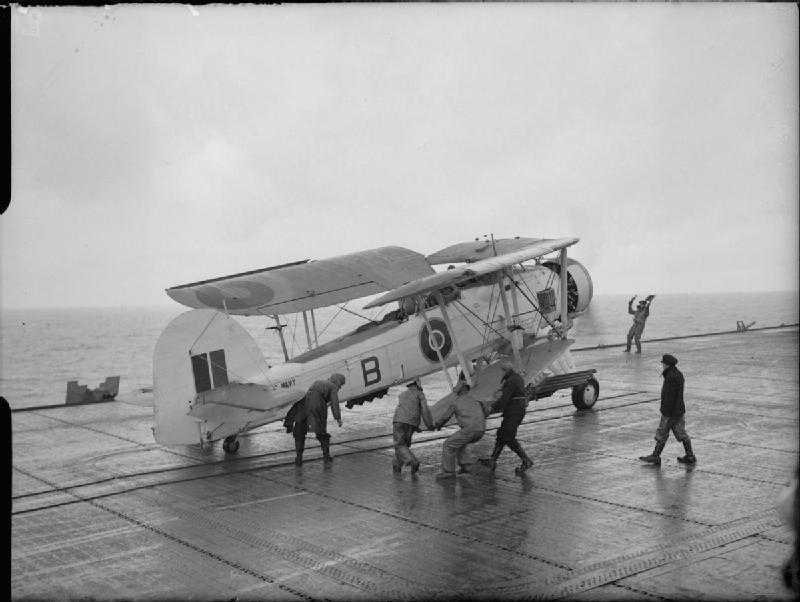
HMS トラッカーに着艦後、主翼を折り畳まれるフェアリー ソードフィッシュ
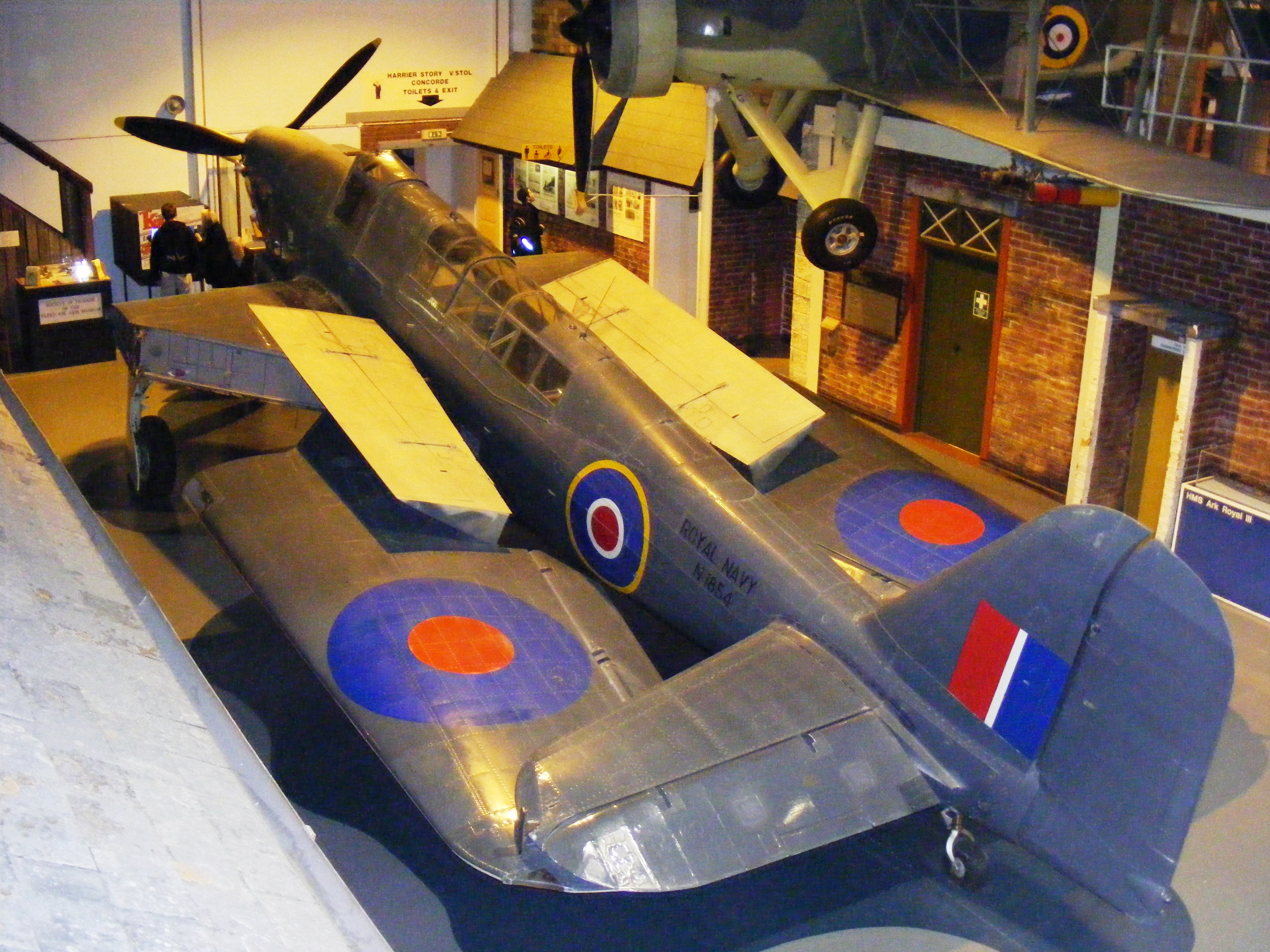
フェアリー フルマー

### 上方折り畳み式

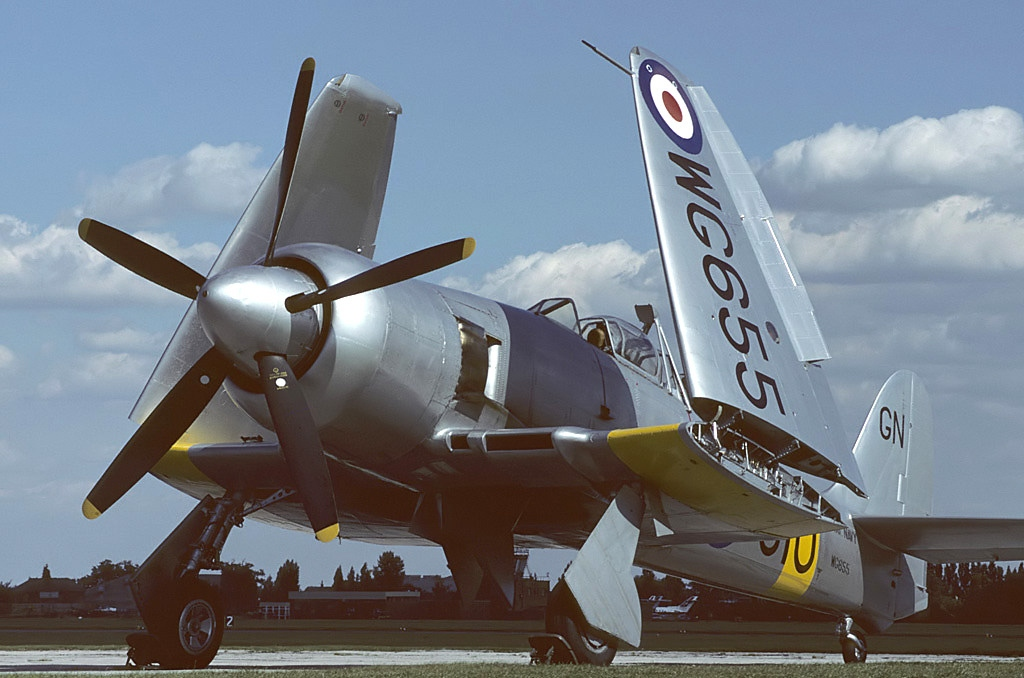
ホーカー シーフューリー
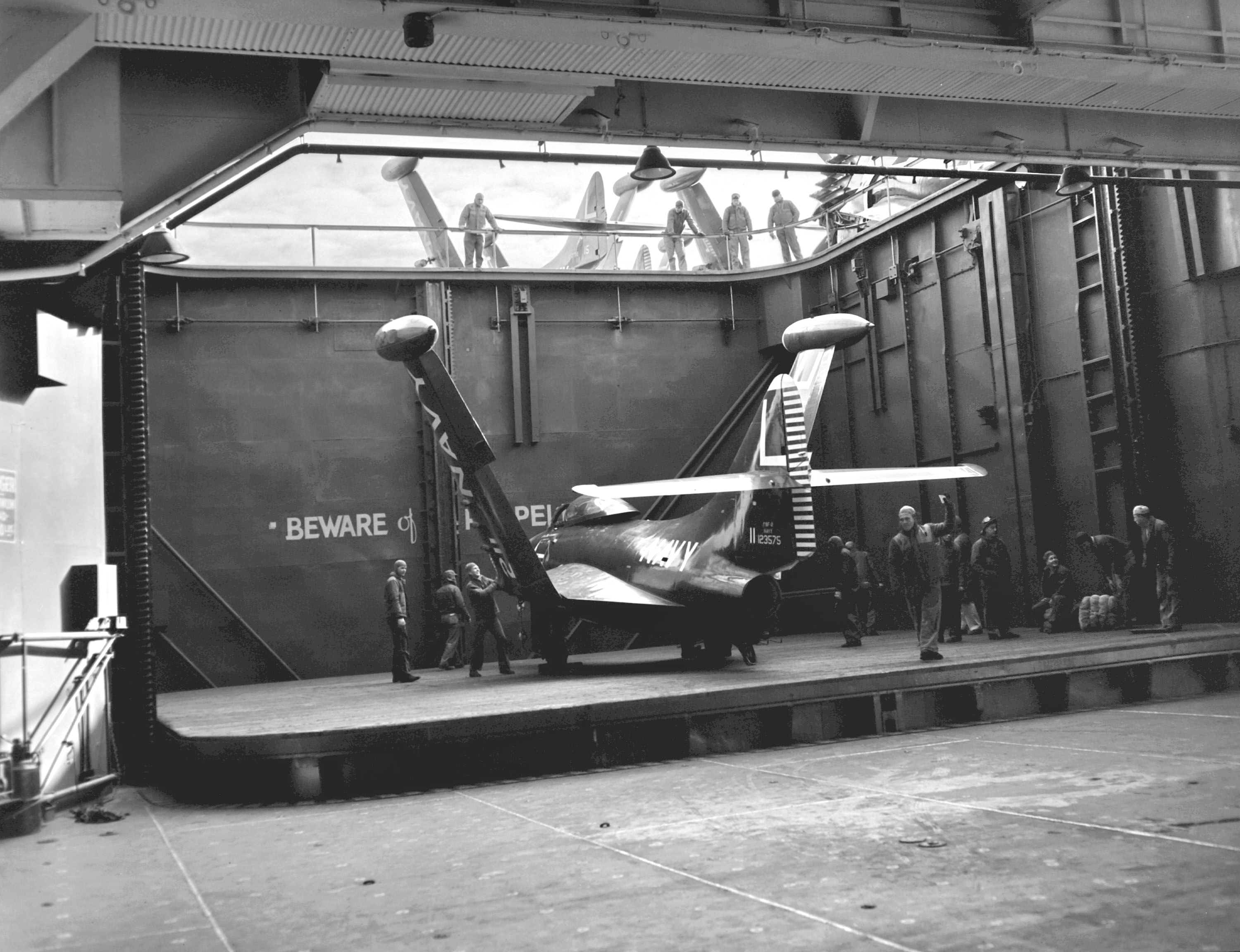
空母ボノム・リシャールのエレベーターで甲板上に上げられるグラマン F9F-2 パンサー
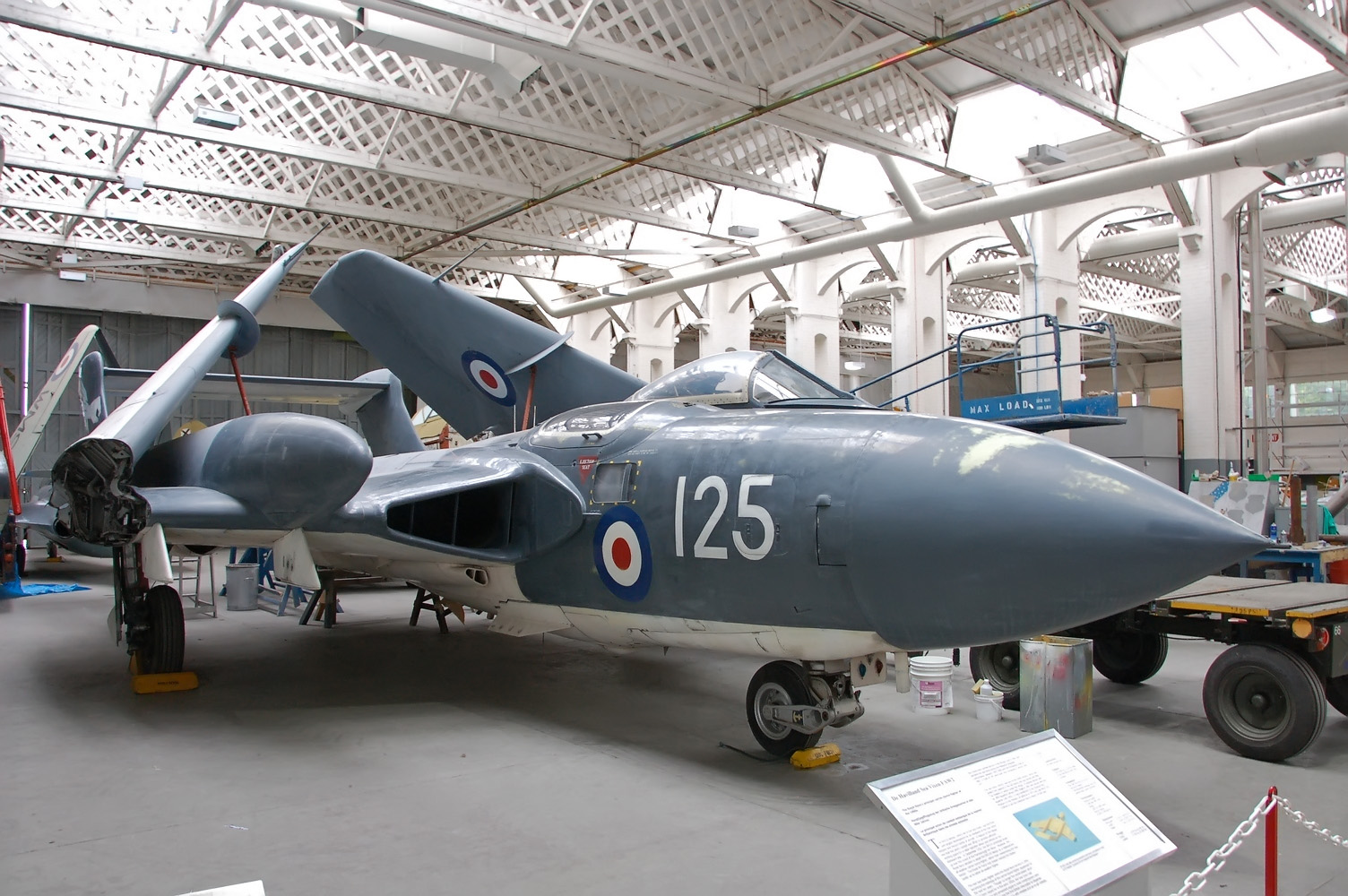
デ・ハビランド シービクセン
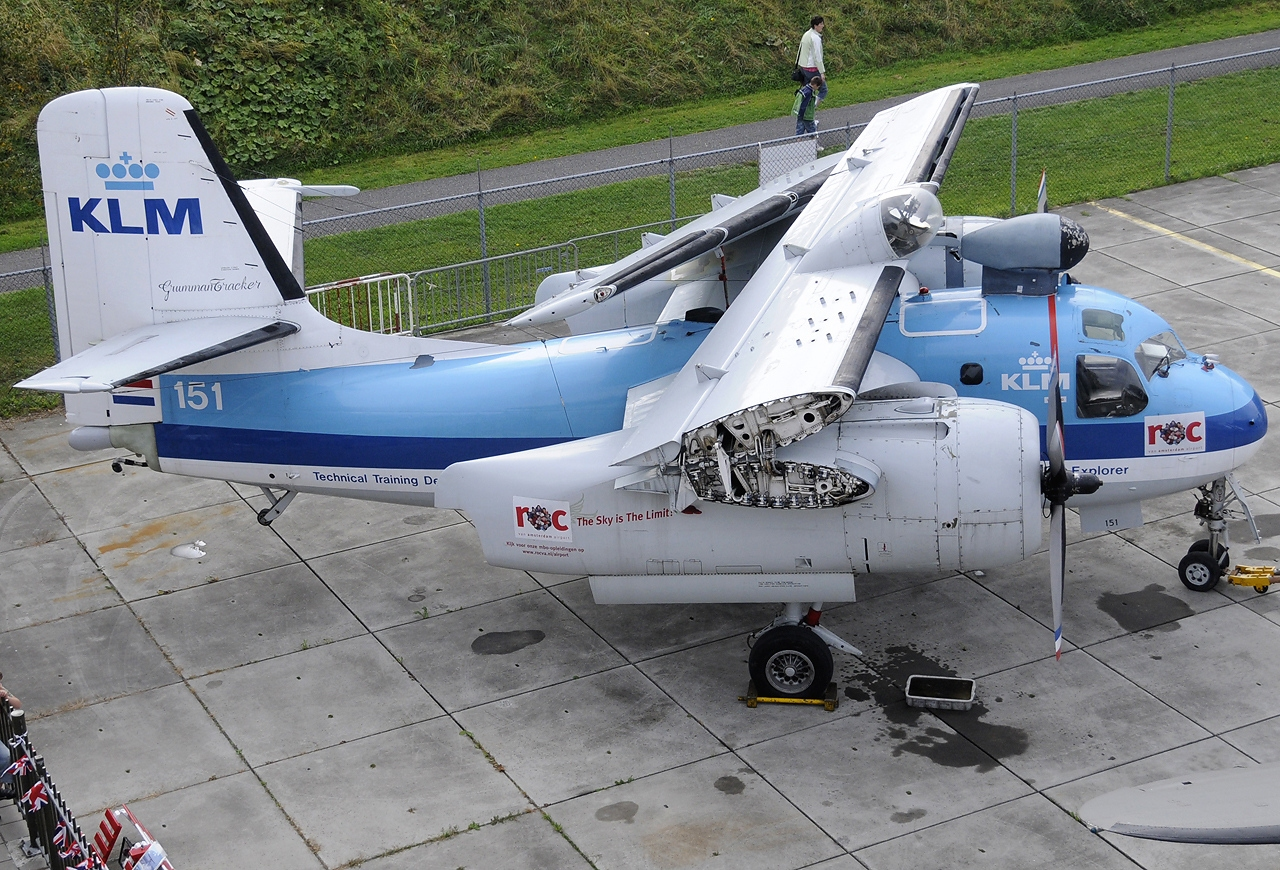
グラマン US-2N トラッカー
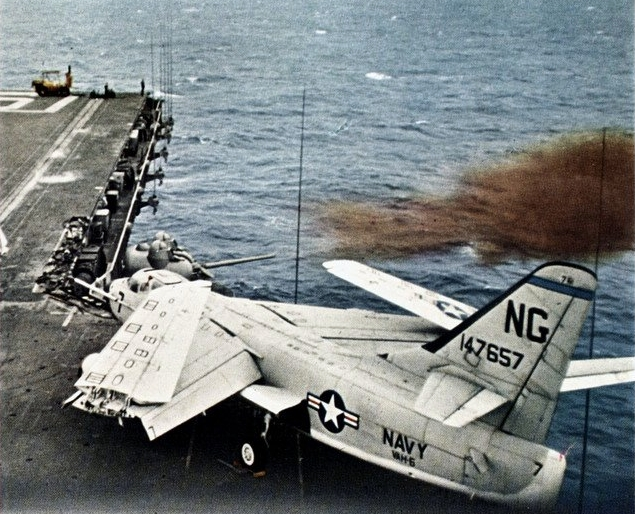
空母レンジャーの甲板上に駐機するダグラス A-3D-2 スカイウォーリアー
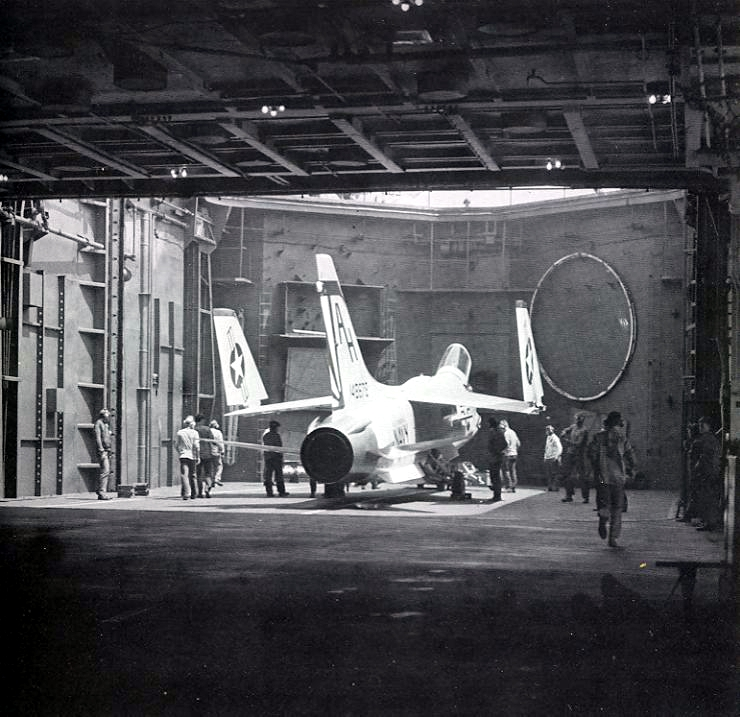
空母タイコンデロガ艦内のヴォート F-8H クルセーダー
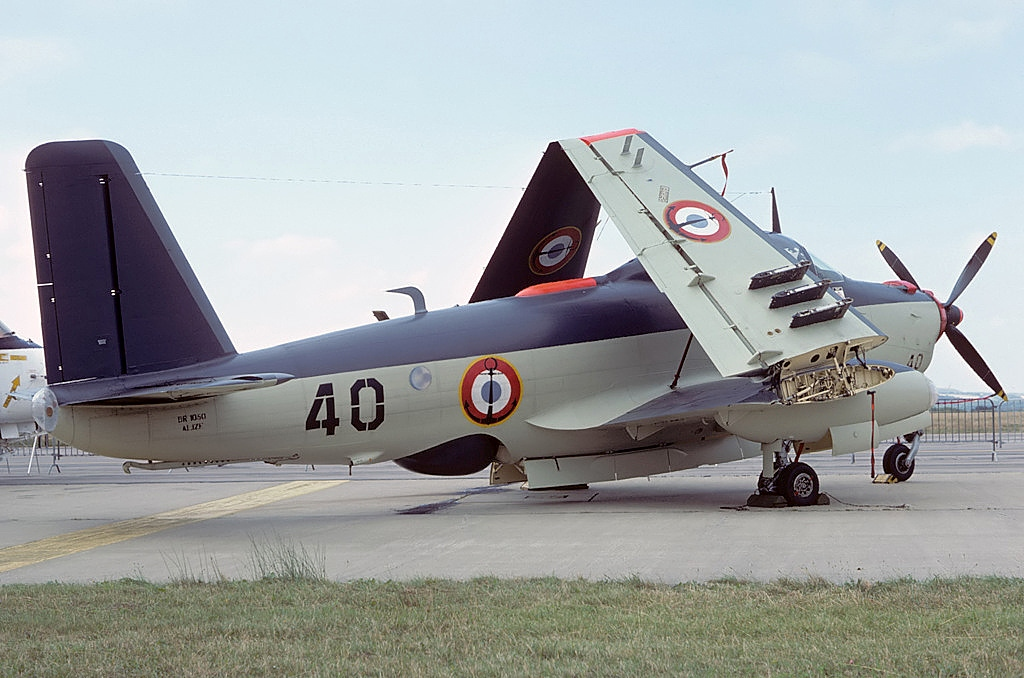
ブレゲー Br.1050 アリゼ
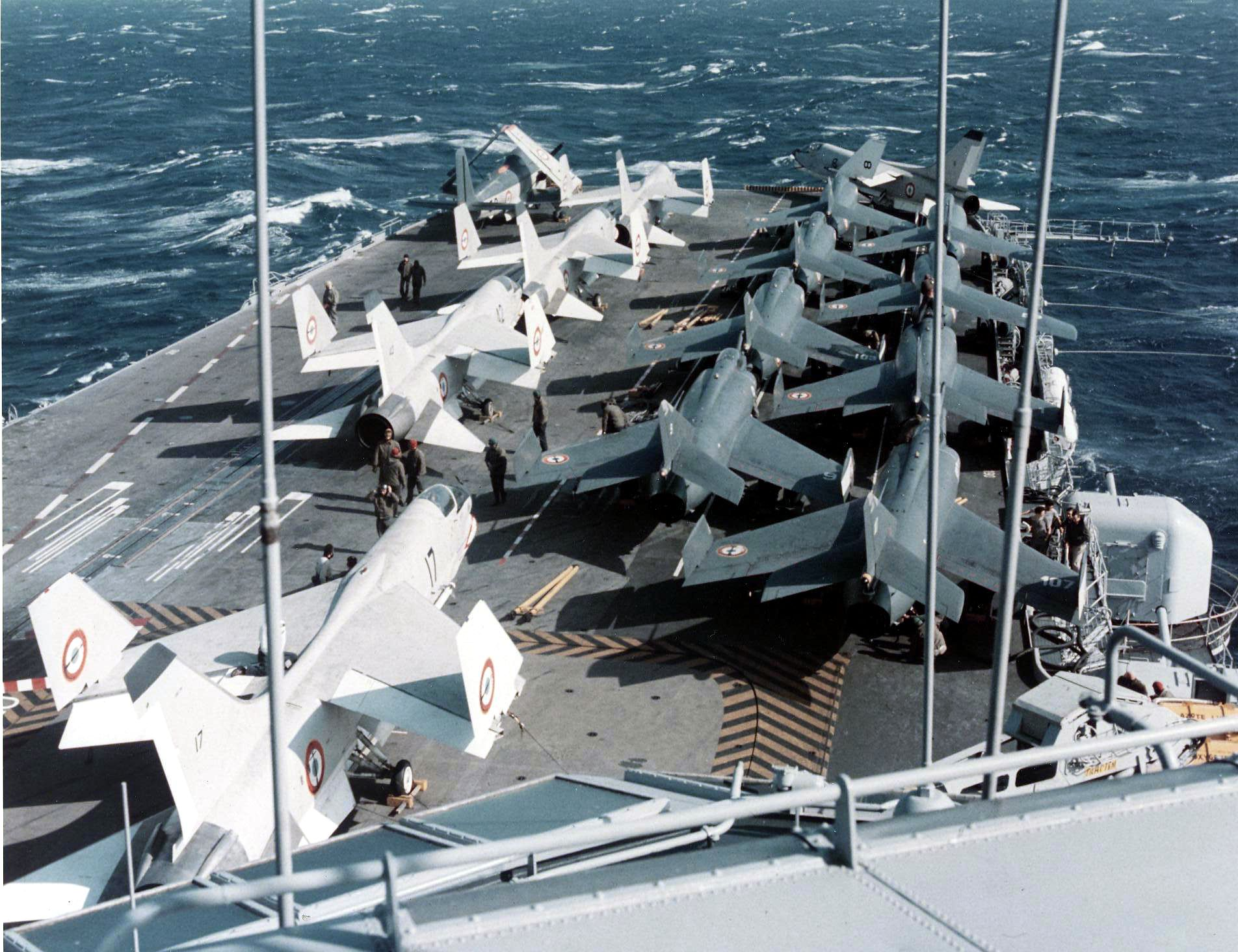
ダッソー エタンダールIV
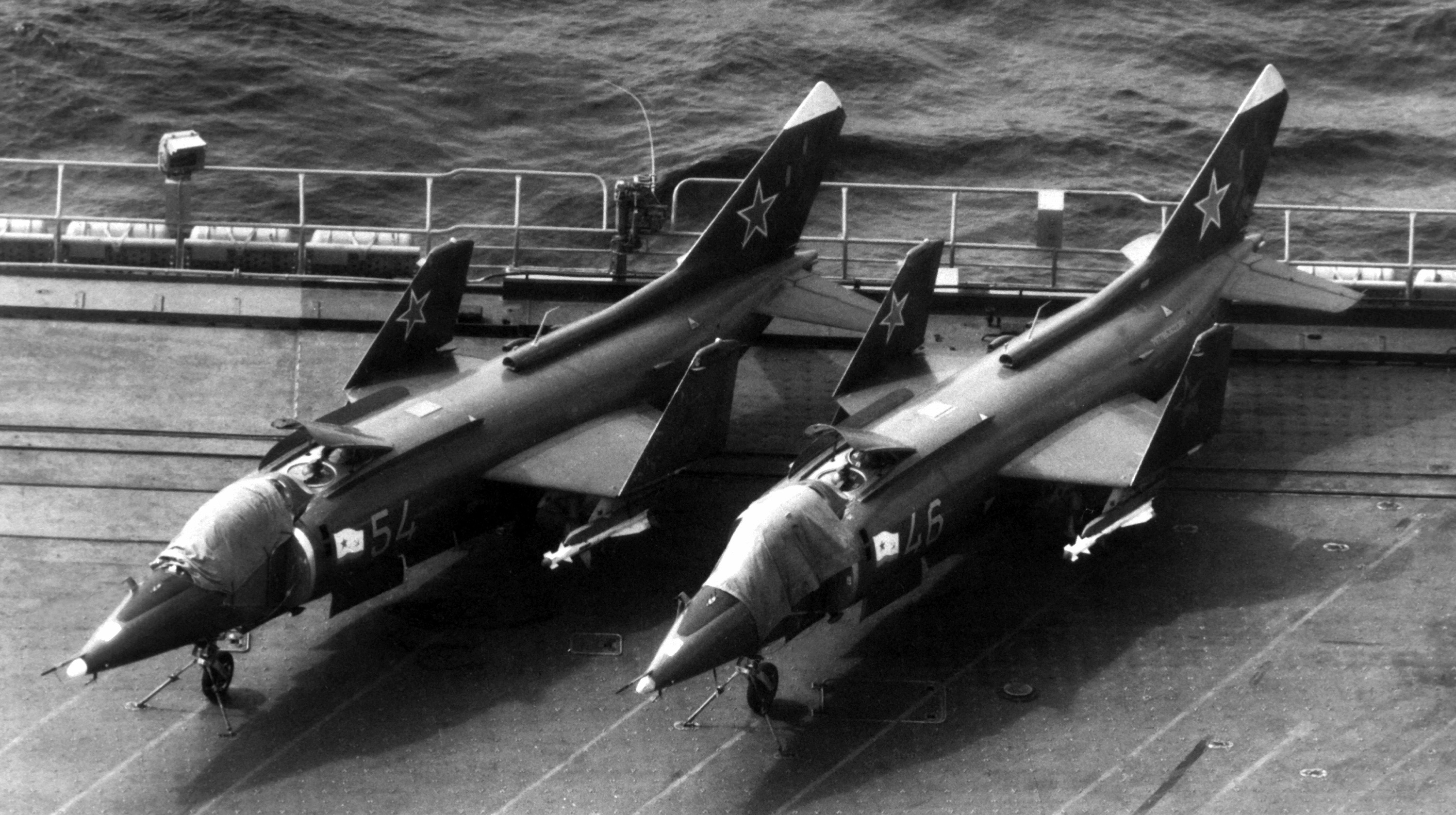
ヤコブレフ Yak-38
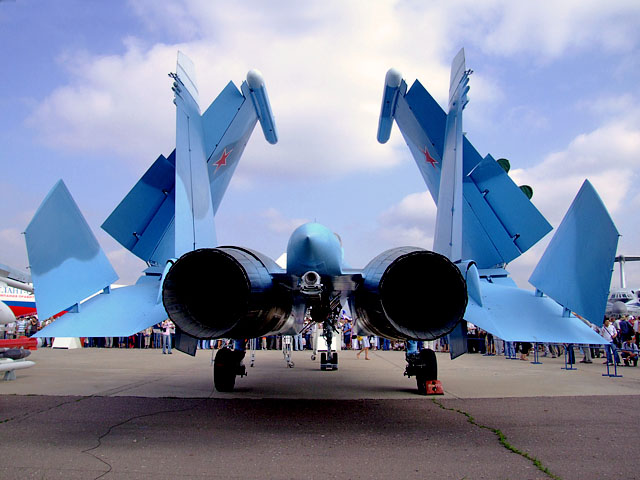
水平尾翼も折り畳み式のスホーイ Su-33
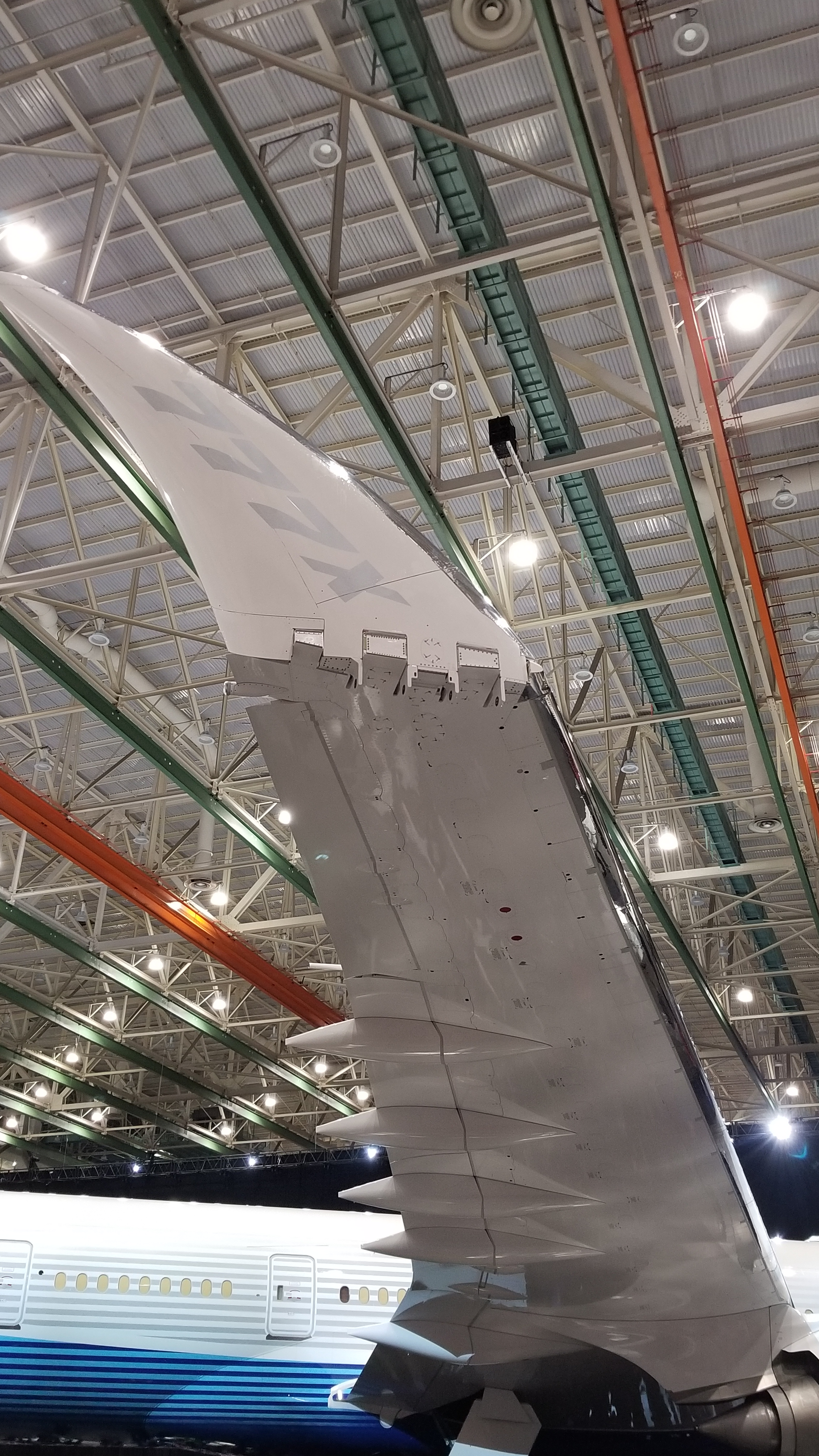
翼端を跳ね上げた777X

### 後方折り畳み式

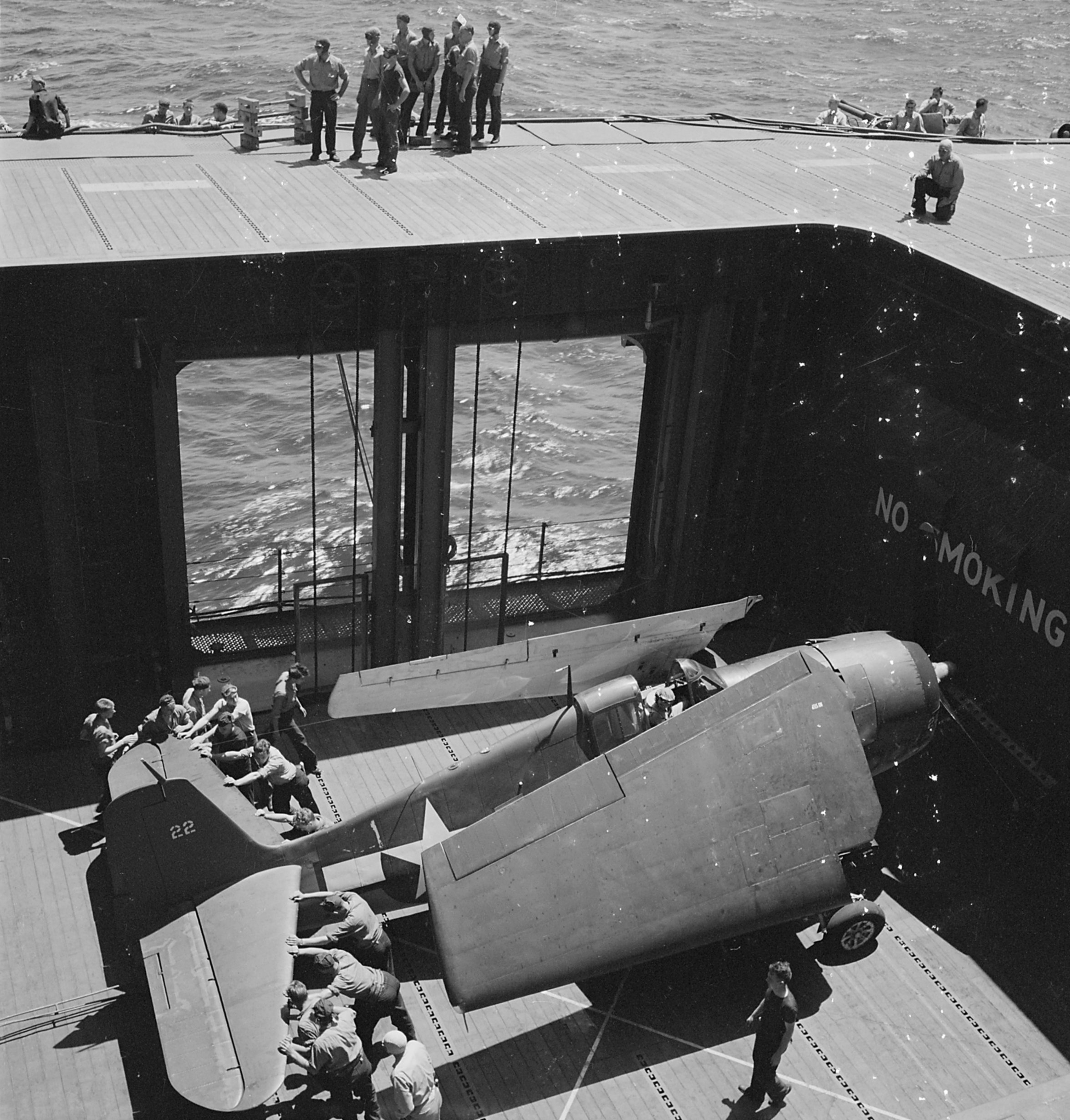
グラマン F6F ヘルキャット。後方折り畳み式は第二次世界大戦時のグラマン社製戦闘機に共通の機構であった。
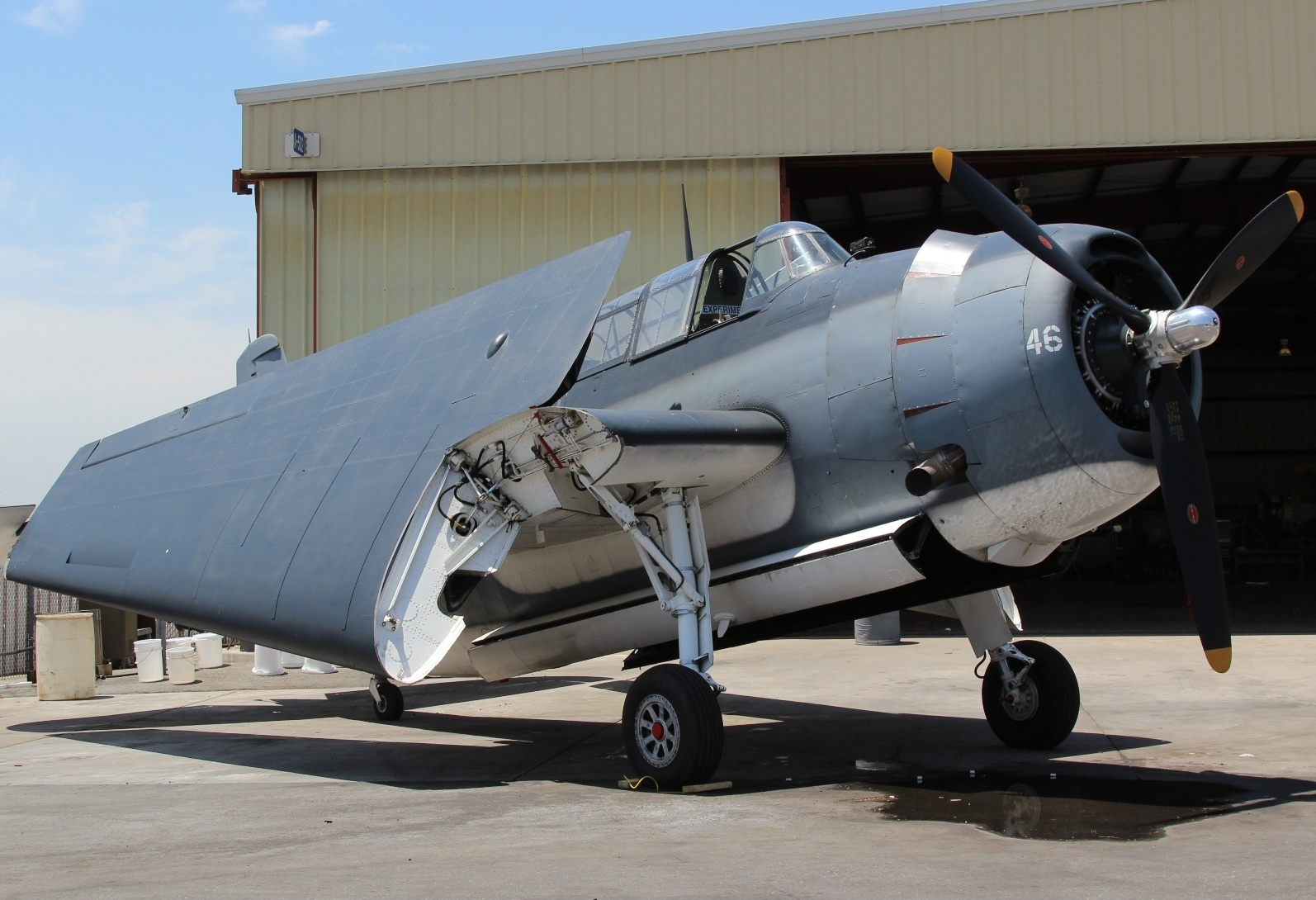
グラマン TBM アヴェンジャー
晴嵐。垂直尾翼と水平尾翼も折り畳み式。
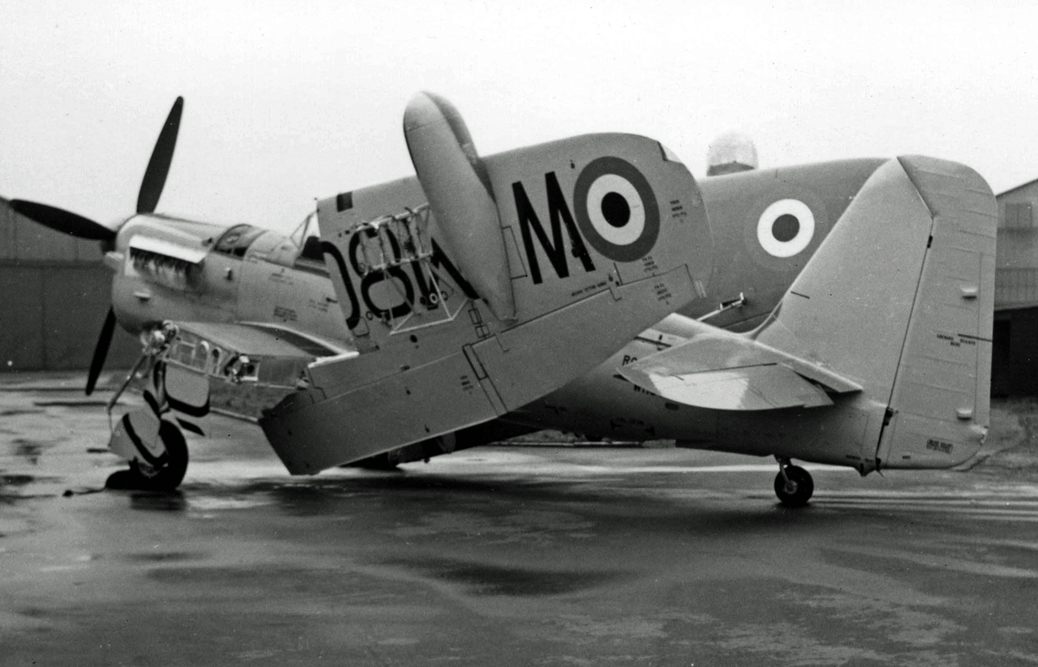
フェアリー ファイアフライ
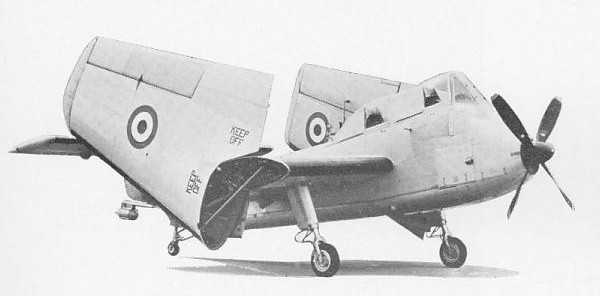
ショート シーミュー
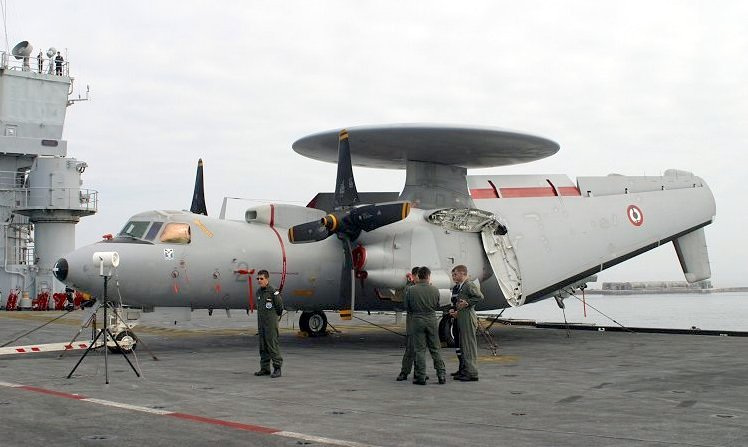
グラマン E-2 ホークアイ

### 2段折り畳み式

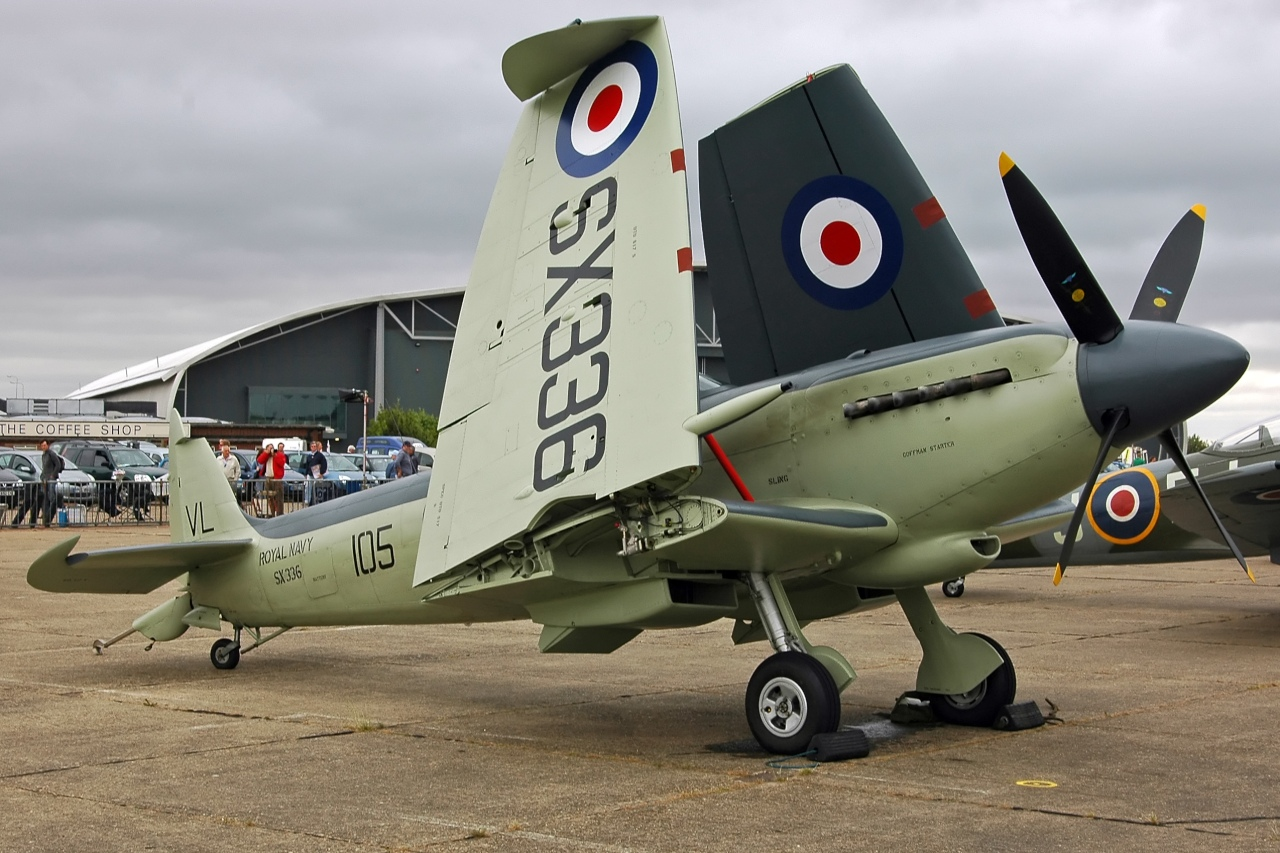
スーパーマリン シーファイア
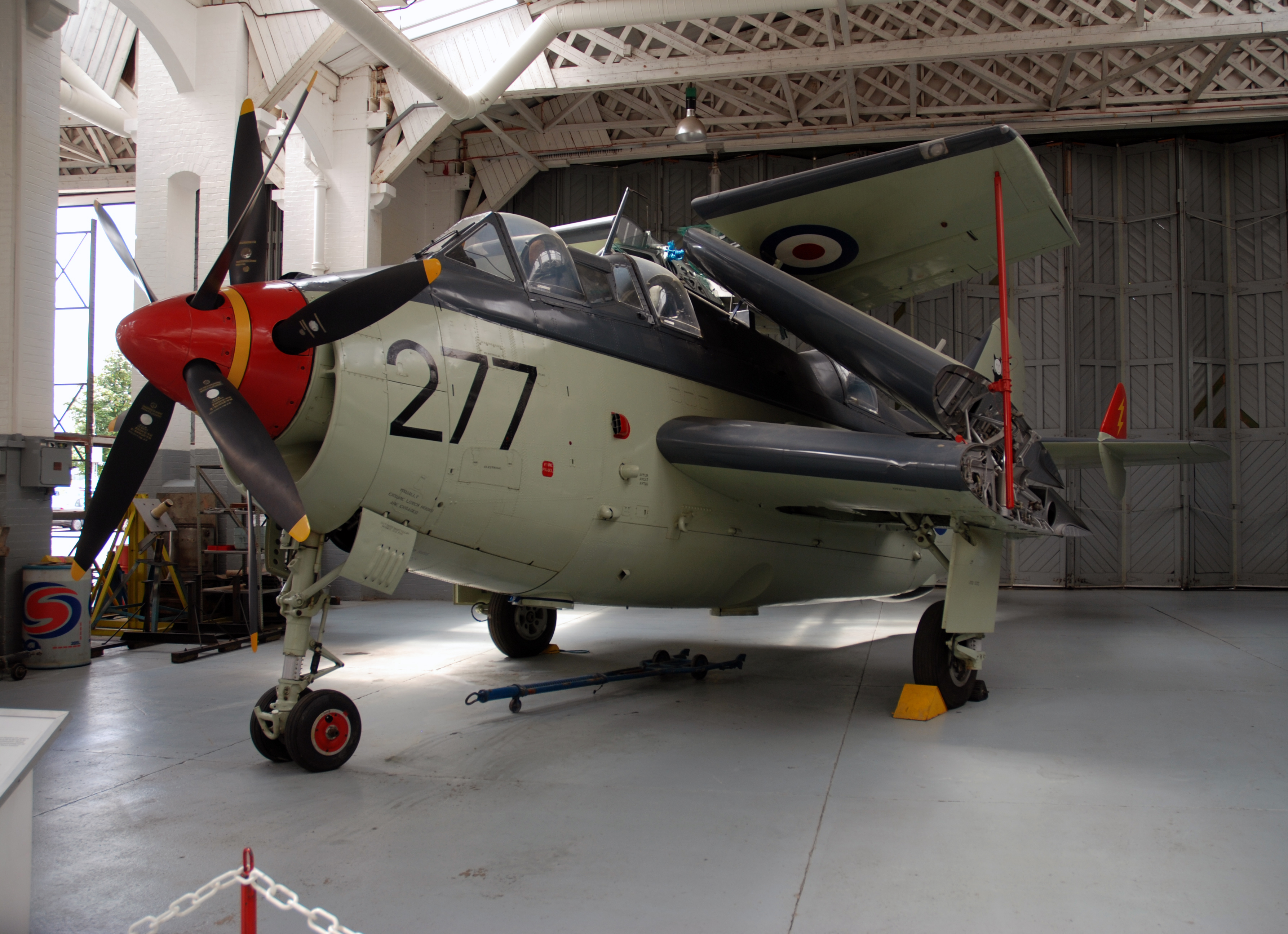
フェアリー ガネット
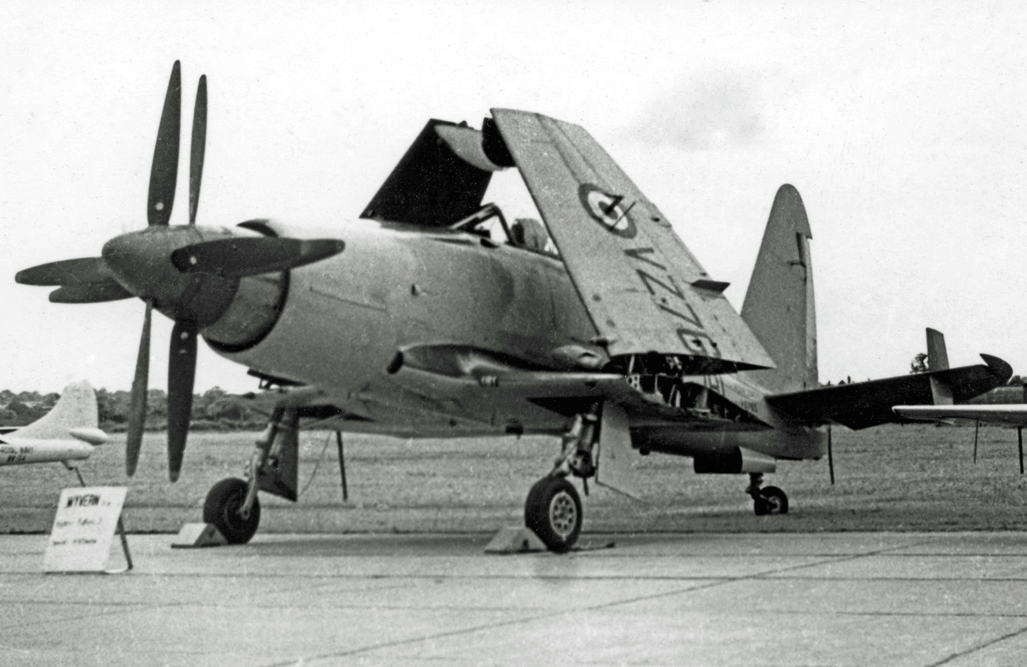
ウェストランド ワイバーン

### 折り畳み式垂直尾翼

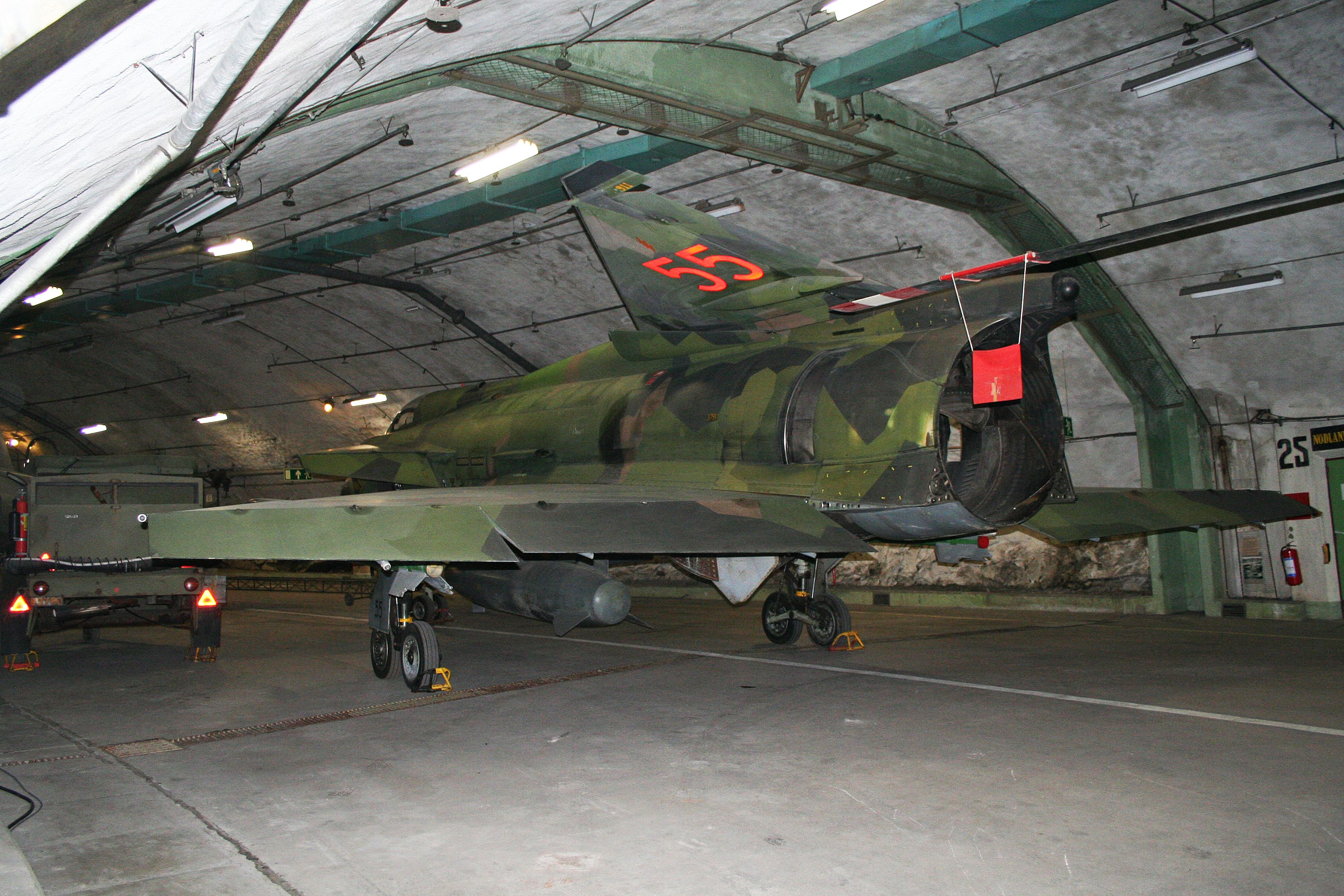
地下格納庫内のサーブ AJSH 37 ビゲン
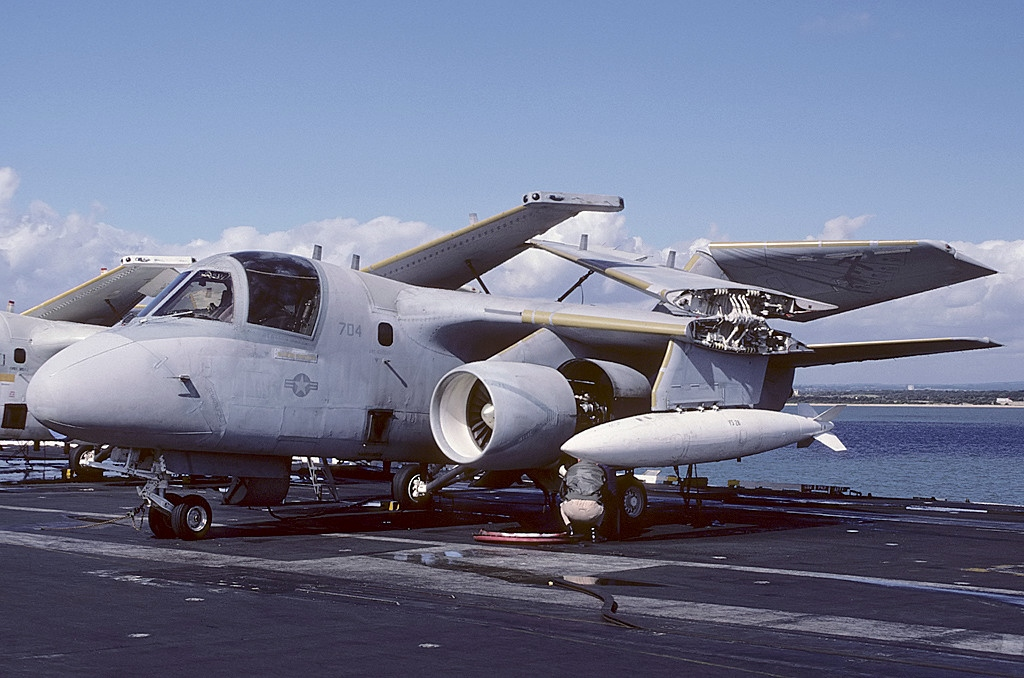
ロッキード S-3 ヴァイキング

### 折り畳み式ブレード

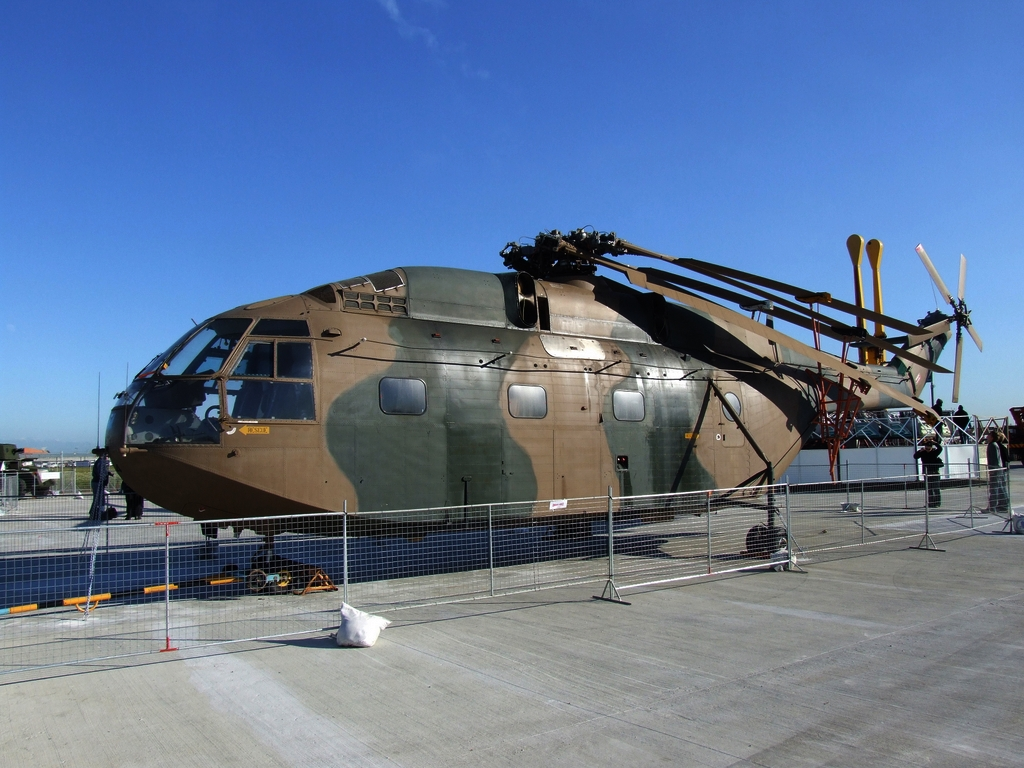
シュド SA 321 シュペル・フルロン
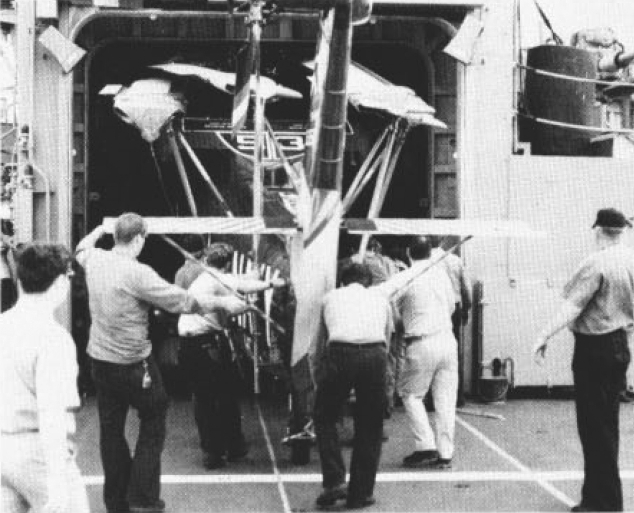
ウェインライト (DLG-28) の艦上格納庫に収容されるカマン SH-2D シースプライト
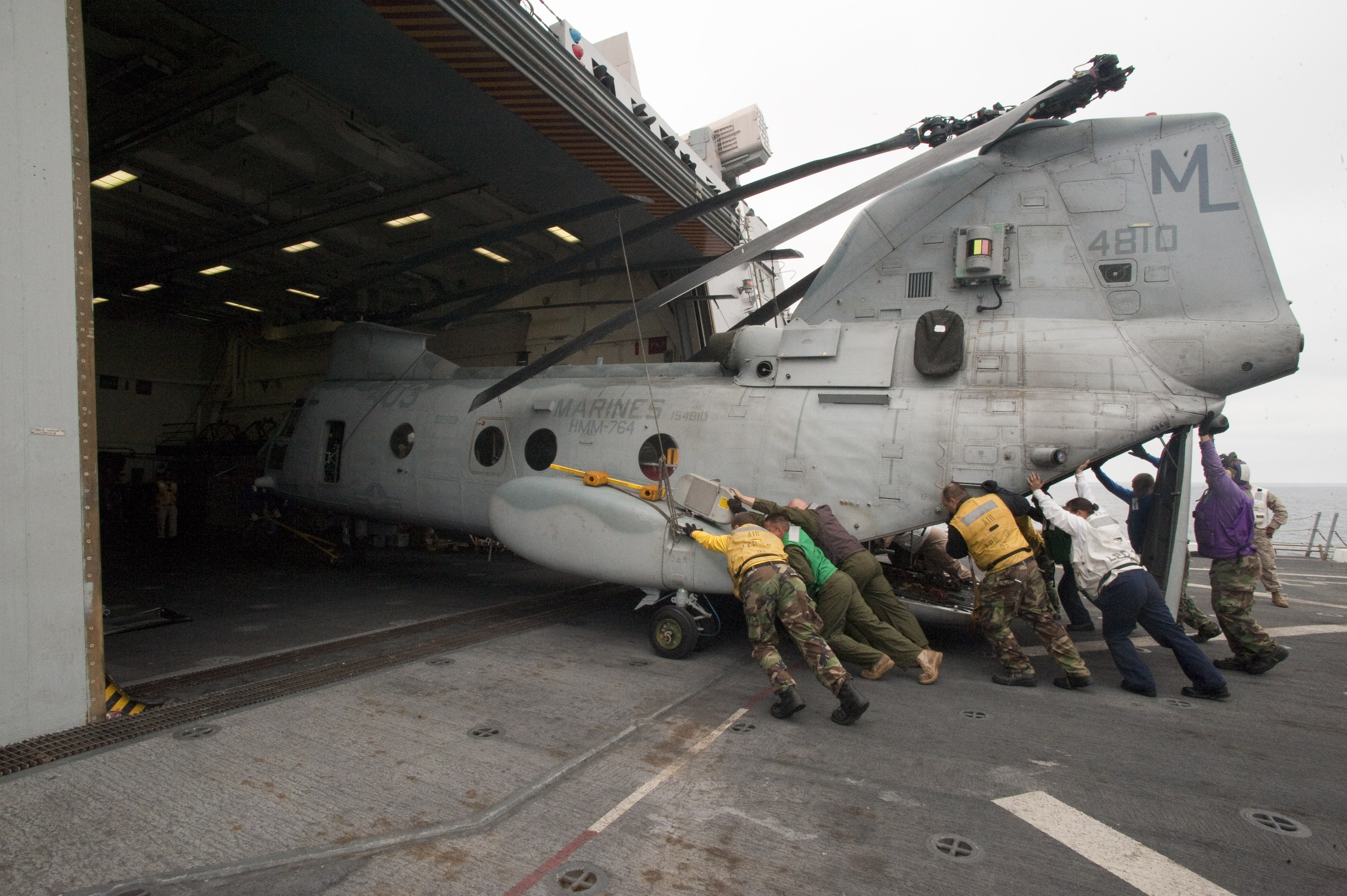
ニューオーリンズ (LPD 18) の格納庫に収納されるバートル CH-46 シーナイト
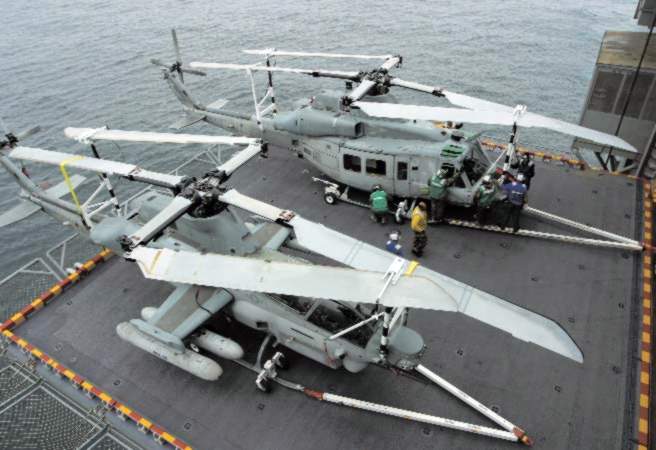
ブレードを畳んだAH-1Z（手前）とUH-1Y
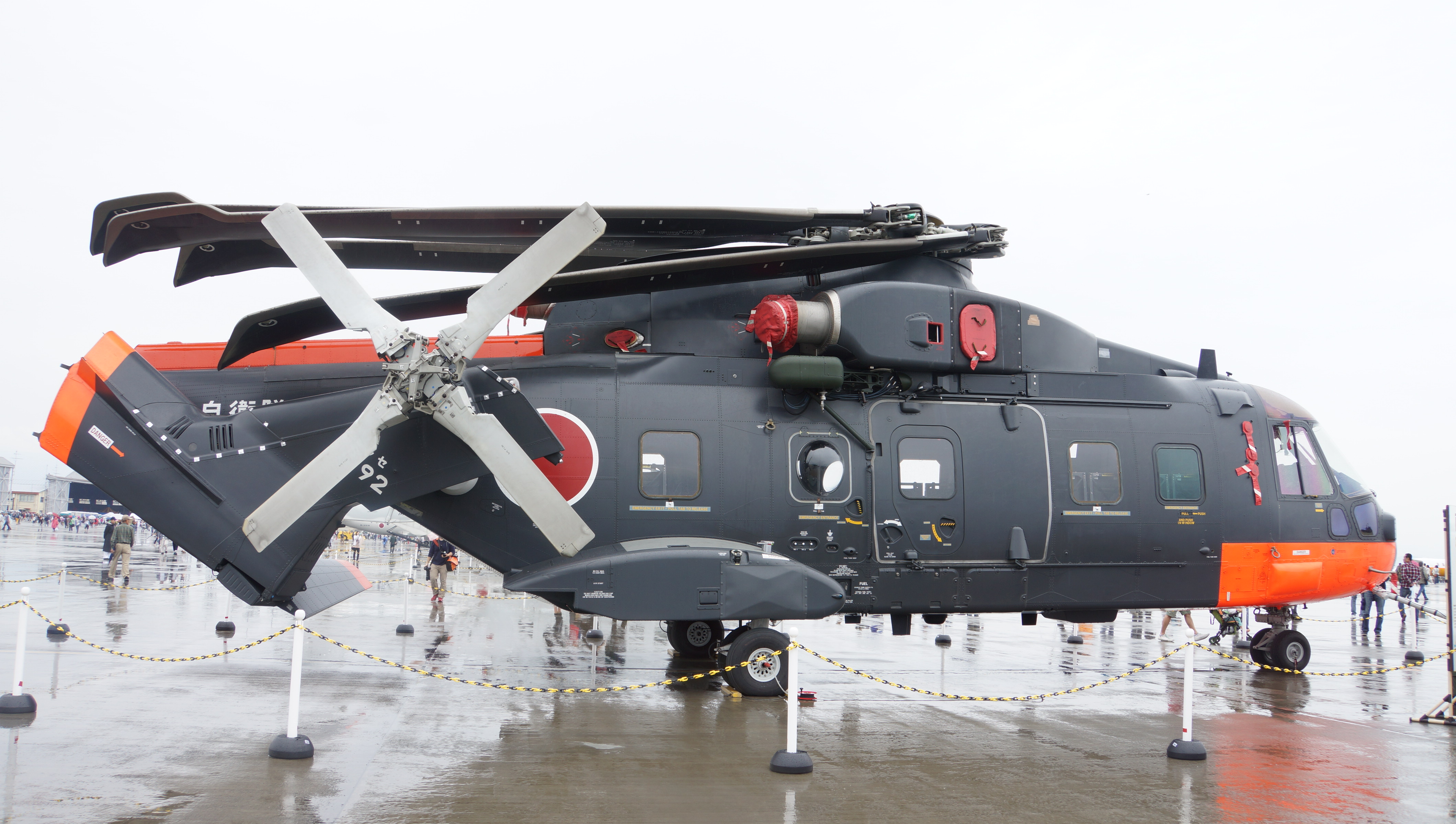
ローターとテールブームを折り畳んたCH-101

### 回転主翼

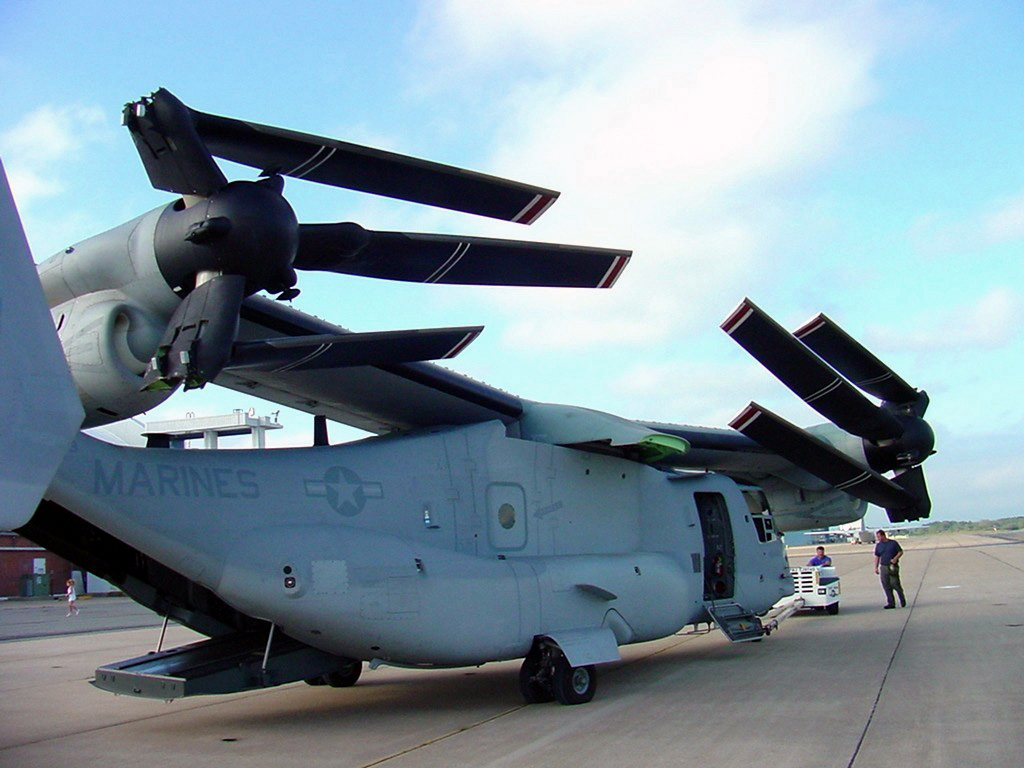
胴体に平行になるように主翼を回転させたベル・ボーイング V-22 オスプレイ

### 空母甲板上の折り畳み翼機

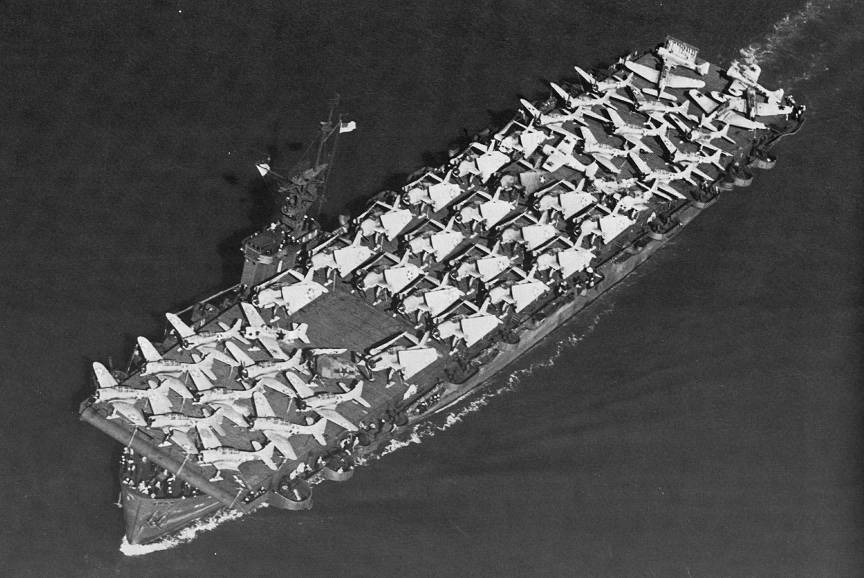
護衛空母リスカムベイの甲板に並ぶ艦載機
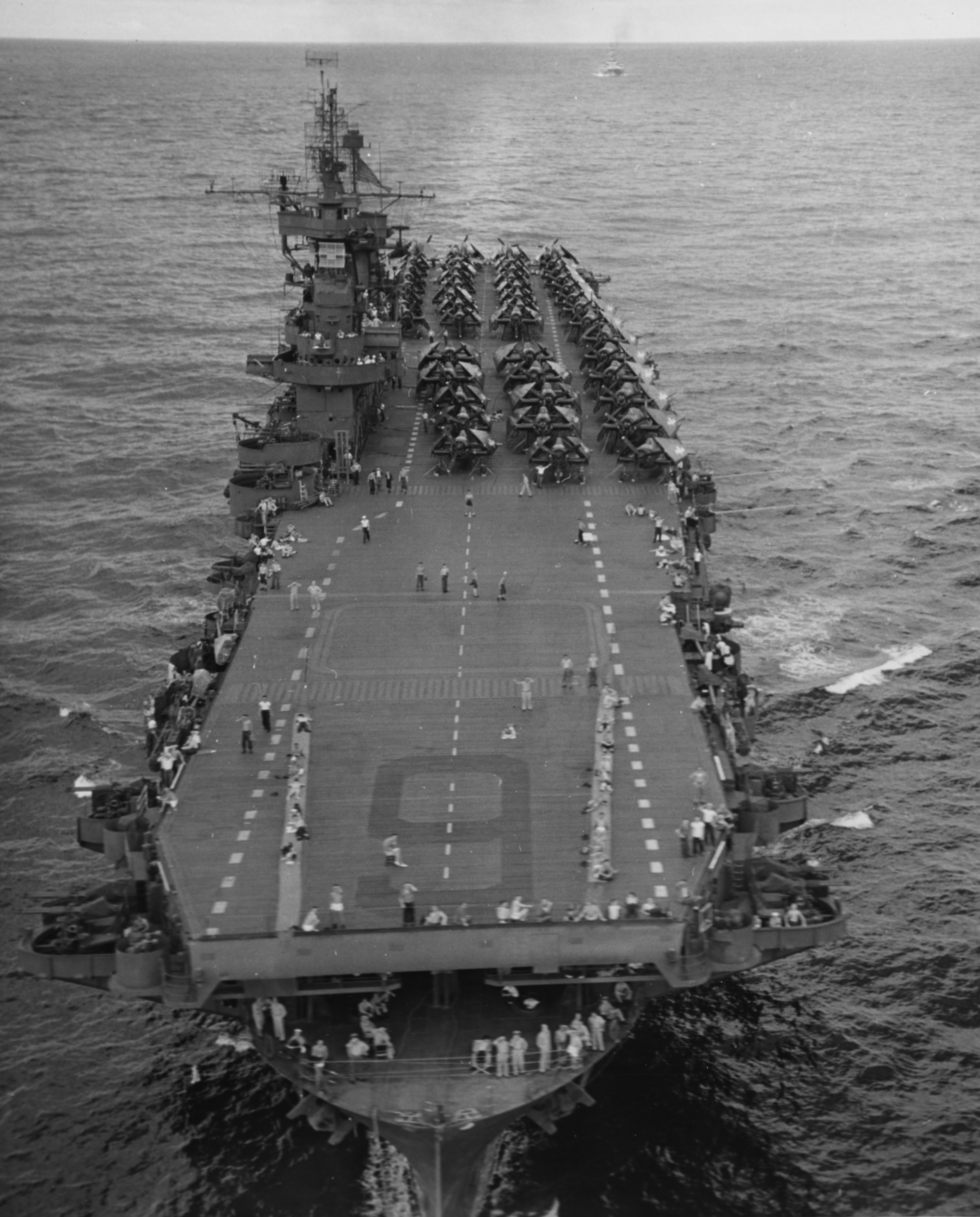
空母エンタープライズの甲板に並ぶ艦載機
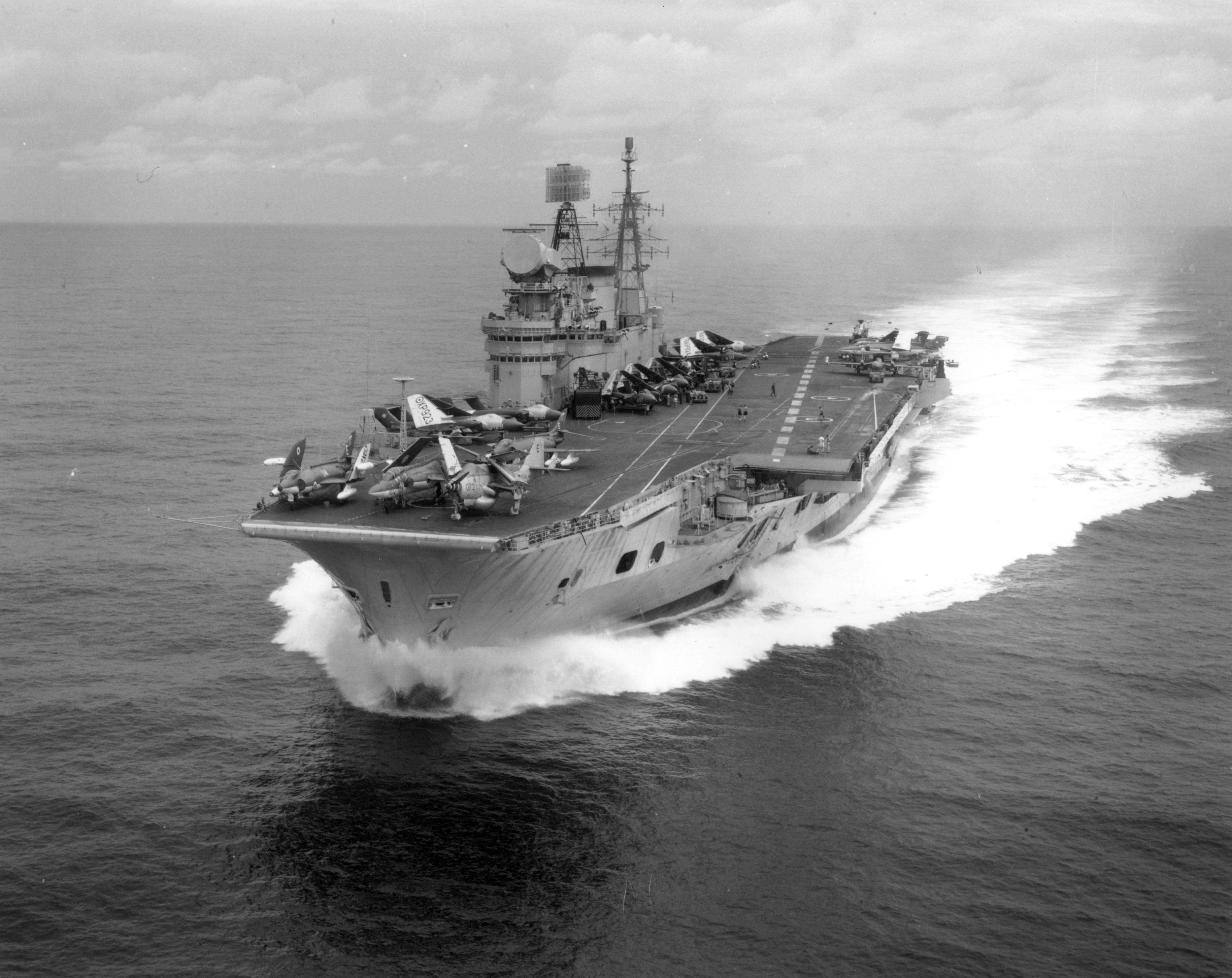
空母イーグル艦上に並ぶスーパーマリン シミター（前列左）、ブラックバーン バッカニア（前列中央）、フェアリー ガネット（前列左）、デ・ハビランド シービクセン（後方）
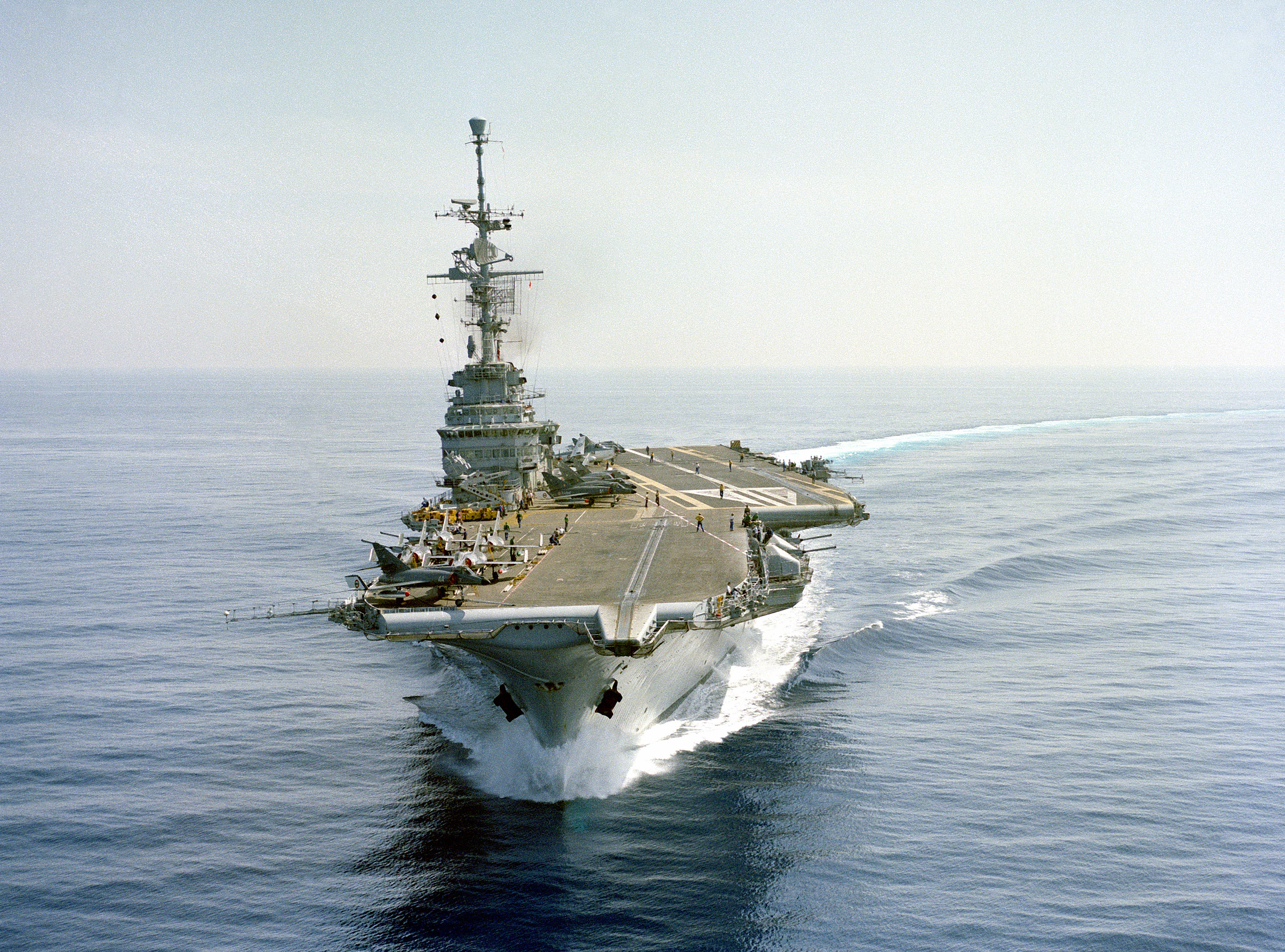
空母フォッシュ艦上のダッソーブレゲー シュペルエタンダールとブレゲー Br.1050 アリゼ（後方）
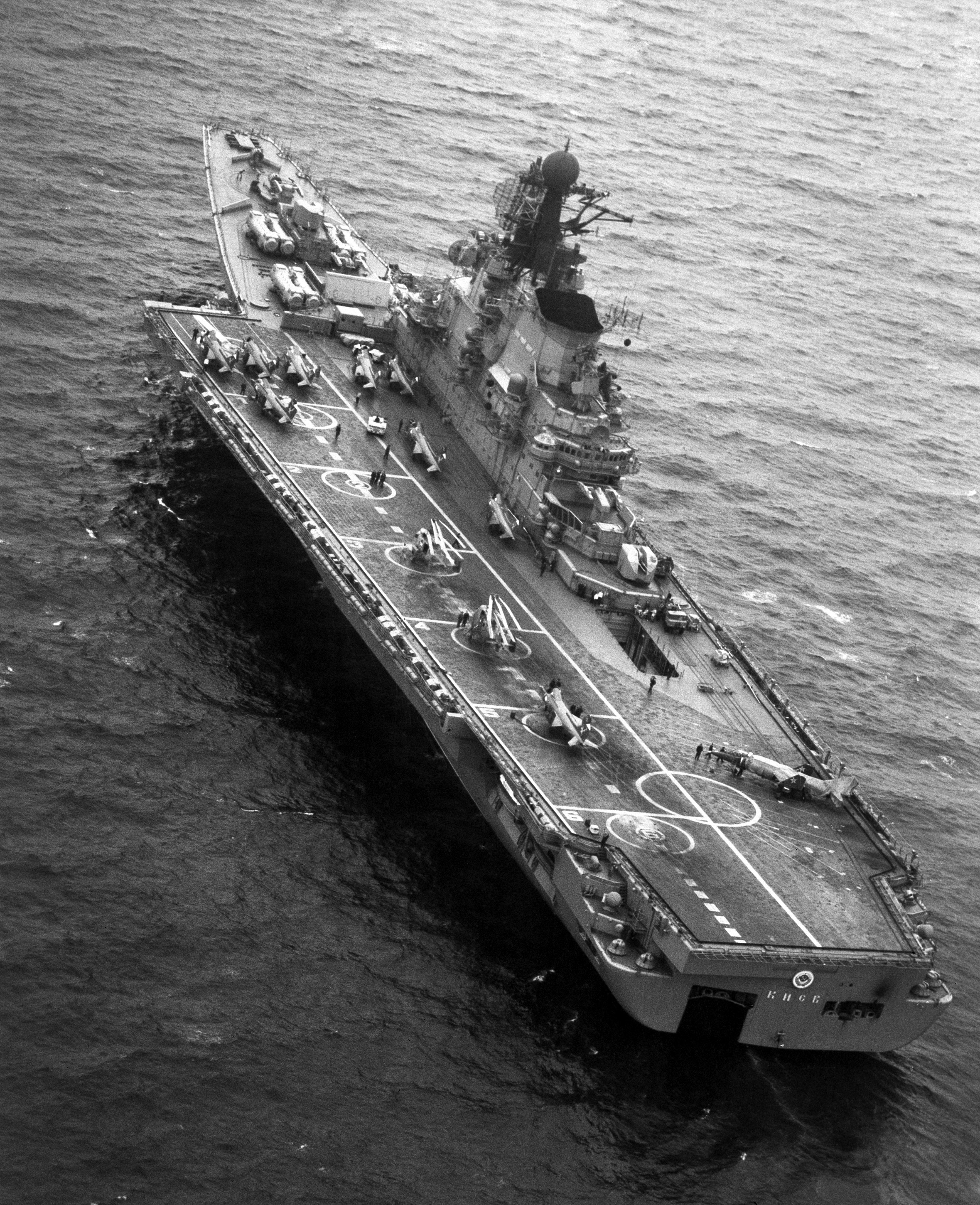
空母キエフ艦上のヤコブレフ Yak-38